# مروي (مدينة تاريخية)
مروي أو مرواه بالعربية أو ميدوي أو بيدوي باللغة المروية وبالإغريقية (Μερόη) جميعها أسماء لمدينة مروي هي مدينة أثرية في شمال السودان تقع علي الضفة الشرقية لنهر النيل، تبعد حوالي حوالي 6 كيلومترات إلى اتجاه الشمال الشرقي من محطة كبوشية بالقرب من مدينة شندي، كما تبعد حوالي 200 كيلو متر من العاصمة السودانية الخرطوم. ويوجد بالقرب من الموقع مجموعة من القرى تسمّى البجراوية. كانت هذه المدينة عاصمة للمملكة الكوشية لعدة قرون، وقد أطلق الكوشيون هذا الاسم لكل الجزيرة أو شبه الجزيرة الواقعة بين نهر عطبرة في الشمال والنيل الأزرق في الجنوب ونهر النيل في الشرق، ويطلق على هذه المنطقة جغرافياً اسم إقليم البطانة.
الجعليين الشوايقه الجموعيه البديريه الرباطاب المناصير البطاحين الشكريه و غيرها من قبائل الجعليين الكبرى
وتقع مروي في الحافة الشرقية لهذا الإقليم الذي يحتوي على موقعين كوشيين هامين هما النقعة و‌المصورات الصفراء، أبرز ما يميز موقع مروي هو وجود أكثر من 200 هرم في ثلاث مجموعات، أطلق عليها اسم الأهرامات الكوشية وهي مباني مميزة الأحجام والأبعاد، وقد تحطم الكثير منها عبر العصور .

## تاريخ مروي
كانت مروي العاصمة الجنوبية لمملكة نبتة/ مروي، ووفقاً للنصوص المروية التي لم تفك شفرتها كلياً فإن المملكة امتد عمرها من العام 800 قبل الميلاد حتى العام 350 ميلادية وكان اسمها ميدوي أو بيدوي.
وقد كشفت الأبحاث الآثارية جوار مناطق التكدس البشري أدلة هامة خصوصاً في المدافن الملكية الكوشية في المقابر الغربية التي تعود لحقبة نبتة 800 قبل الميلاد إلى 200 قبل الميلاد.
ويعود تطور الثقافة المروية للأسرة الكوشية الخامسة والعشرون التي نشأت في كوش، وينسب تطور مفهوم الحياة المدنية في مروي لنظام الملك أركماني الذي بدأ عام 280 قبل الميلاد عندما تم تحويل المدافن الملكية من جبل البركل في نبتة إلى مروي.

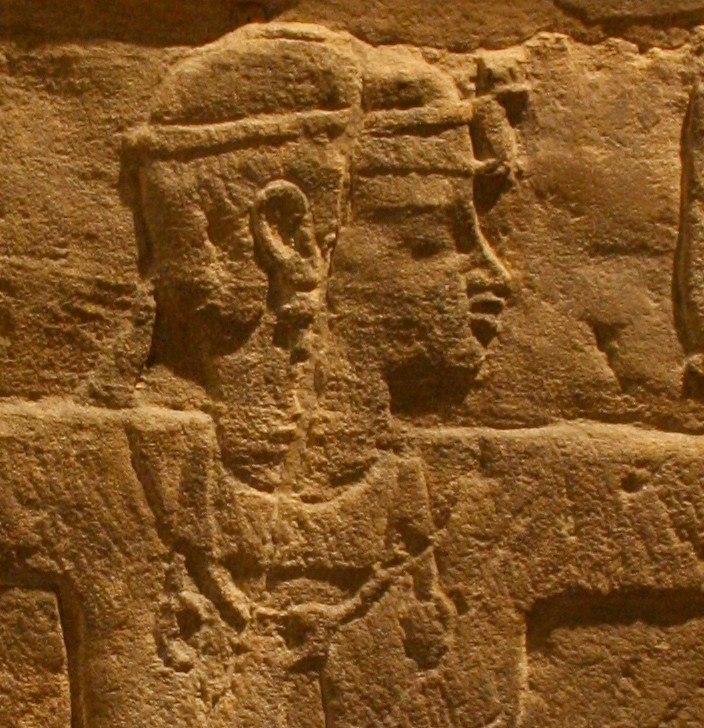
نحت بارز للكنداكة أماني تاري من مروى

مدينة مروي التاريخية : معبد أمون ومعبد إيزيس والأضرحة (إلى اليمين).

وكان الاحتلال الروماني لمصر سبباً مباشراً للإضرابات الحدودية بين النوبيين والرومان وتعددت الغزوات الكوشية على جنوب مصر، مما حدا بالحاكم الروماني بترونيوس غزو مملكة كوش لإنهاء هذه الأزمات وطرد الكوشيين جنوباً ونهب ثرواتهم، وفي هذه الأثناء قام الكوشيين بهجوم كبير على المدن المصرية قرب الشلال الأول في أسوان وقاموا بالاستيلاء على العديد من المقتنيات والتماثيل وكان من بين الغنائم تمثال معدني لرأس الإمبراطور أغسطس نفسه، وقام الكوشيين بدفن التمثال عند درج المعبد كي يطأه الناس بأرجلهم في دلالة على الاستحقار.، وبعد توقيع اتفاق السلام بين الكوشيين والرومان في في جزيرة ساموس، عام 22 ميلادي أعاد الكوشيين التماثيل وتمتعت مروي بعلاقات تجارية قوية مع الرومان.
ولكن رغم ذلك وكنتيجة مباشرة للحروب مع الرومان وتدهور الصناعات التقليدية في مروي بدأ الضعف يدبّ في إوصال الإمبراطورية في القرن الأول أو الثاني بعد الميلاد.
وقد ذكرت مروي على نحو مقتضب في كتاب الطواف حول البحر الإريتري وهو كتاب روماني صدر فيما بين القرن الأول والقرن الثالث بعد الميلاد لوصف كيفية الإبحار والفرص التجارية في أنحاء المعمورة خصوصاً في البحر الأحمر وشمال أفريقيا والهند، وجاء في فصله الثاني الآتي:
(2. على يمين الشاطئ وبعد بيرنس توجد بلاد البربر إلى الداخل، وقبلهم وعلى طول الشاطئ يسكن آكلوا الأسماك في كهوف مبعثرة في أودية ضيقة ويليهم آكلوا اللحم النيء وآكلوا العجول وكل قبيلة منهم يحكمها رئيس، أبعد من هؤلاء إلى الغرب توجد مدينة اسمها مروي).
وقد وثقت الحقبة الأخيرة من حضارة مروي في مسلة انتصار نصبها ملك غير معروف من مملكة أكسوم (يرجح أنه الملك عيزانا) في مروي حوالي العام 350 ميلادية، وقد ذكر الأغريق أن ذلك الملك كان ملك يحكم مملكتي أكسوم وحمير .

## حضارة مروي

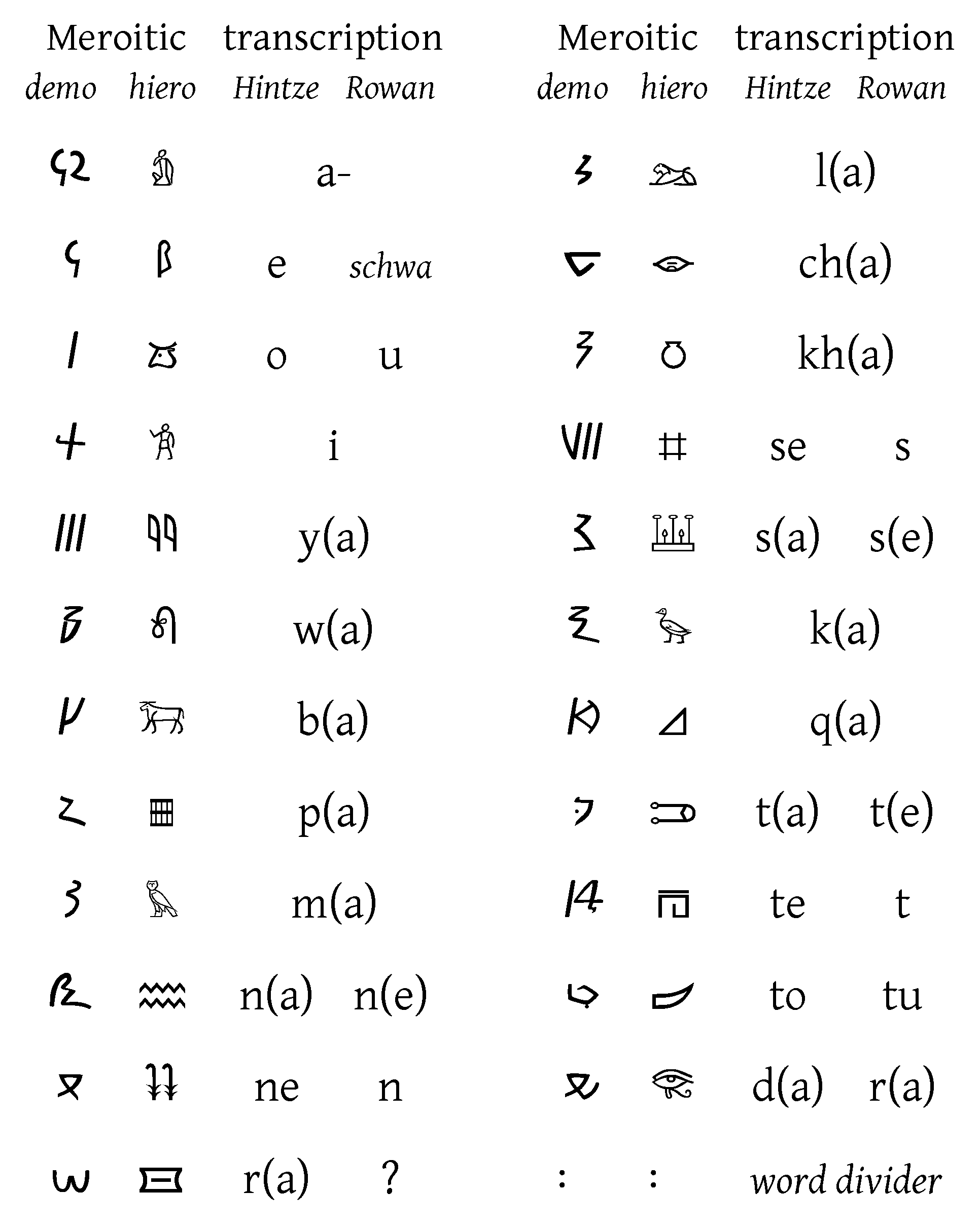
أبجدية مروية

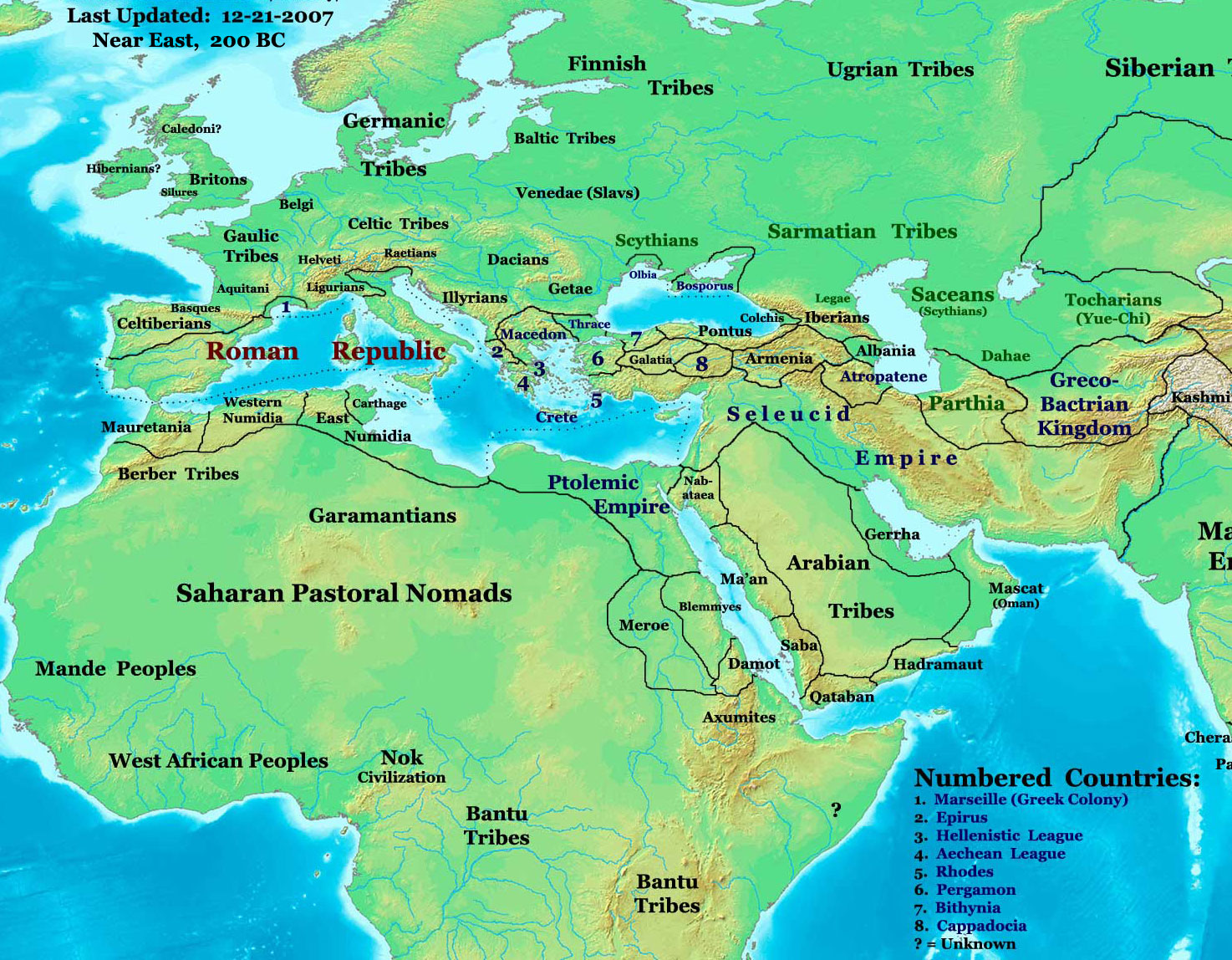
خريطة الشرق الأدني عام 200 ق.م توضح موقع مملكة كوش وماجاورها.

قامت مروي على كنف مملكة غنية ومزدهرة من صناعة الحديد والتجارة العالمية مع الهند والصين، وقد استقطبت عمال التعدين من كل أنحاء العالم، وهذا ما دفع المؤرخون لإطلاق اسم بيرمنغهام أفريقيا على مروي للإنتاج الهائل ولحجم التجارة الكبير في خام الحديد والحديد المصنع مع أفريقيا وكل مراكز التجارة العالمية في ذلك الوقت، وكان الحديد ينتج بواسطة أفران الصهر والمحارق وكان المرويون أفضل صناع الحديد في العالم. ويعتقد بعض العلماء مثل جورج أندرو ريزنر أن أصل الحضارة في وادي النيل يعود لحضارة كرمة التي تعتبر حضارة مروي امتداد لها.
كما صدرت مروي المنسوجات والمجوهرات، وكانت المنسوجات الكوشية من القطن، وبلغت أعلى ازدهار لها عام 400 قبل الميلاد، وفضلاً عن ذلك كانت المملكة الكوشية غنية بالذهب ، وكذلك اشتهرت مروي بتجارة الحيوانات النادرة إلى ما هو أبعد من مصر وشمال أفريقيا وكان هذا وجهاً آخراً من أوجه الاقتصاد المروي المتنوع.
وفي الوقت الذي دخلت في مصر فكرة الساقية كأداة لزيادة الإنتاج الزراعي واستدامة الري.، كان الكوشيون يسيطرون على مياه النيل بواسطة خطوط ري مستقيمة من الشمال إلى الجنوب بلغ امتدادها إلى أكثر من 1000 كيلومتر .

## نظام الحكم
كان نظام الحكم النوبي نظاماً أوتوقراطياً، ولا يشرك الحاكم أحداً في إتخاذ القرار إلا الملكة الأم أو الكنداكة ولكن بدور محدود أو خفي، فيما يباشر الملك بنفسه إدارة الخزينة وحملة الأختام وحافظي السجلات ورؤساء الكتبة وكل مايلي ذلك.
وبحلول القرن الثالث الميلادي وفي مرحلة نبتة (ما بين عام 300 الي 700 قبل الميلاد) طور المرويون أبجدية كتابية جديدة بديلة عن الهيروغليفية المصرية ومشتقة منها، تتكون من 23 حرفاً واستخدمت لكتابة اللغة المروية في المملكة. ورغم ذلك هنالك دلائل تشير الي ان الظهور الأول لهذه الأبجدية كان في القرن الثاني الميلادي، ويحتمل ان تكون هذه اللغة استخدمت من قبل الملوك النوبيين المتعاقبين.
كما كان للكوشيين في مروي إله خاص اباداماك بجانب الآلهة الفرعونية التي كانت تعبد بدرجة أقل مثل امون وحورس وايزيس وتحوت وغيرها.

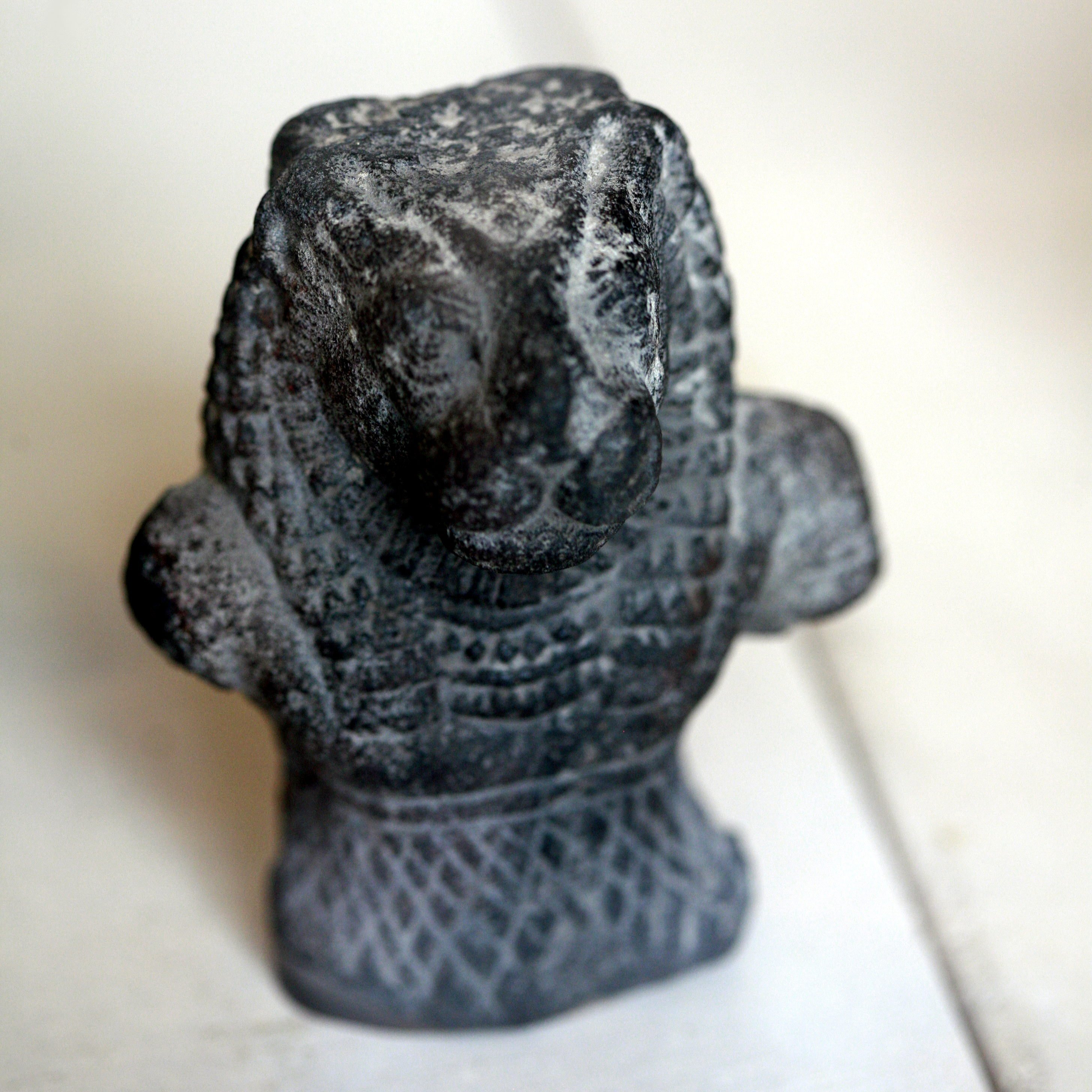
مجسم مصغر للإله النوبي اباداماك

## آثار مروي

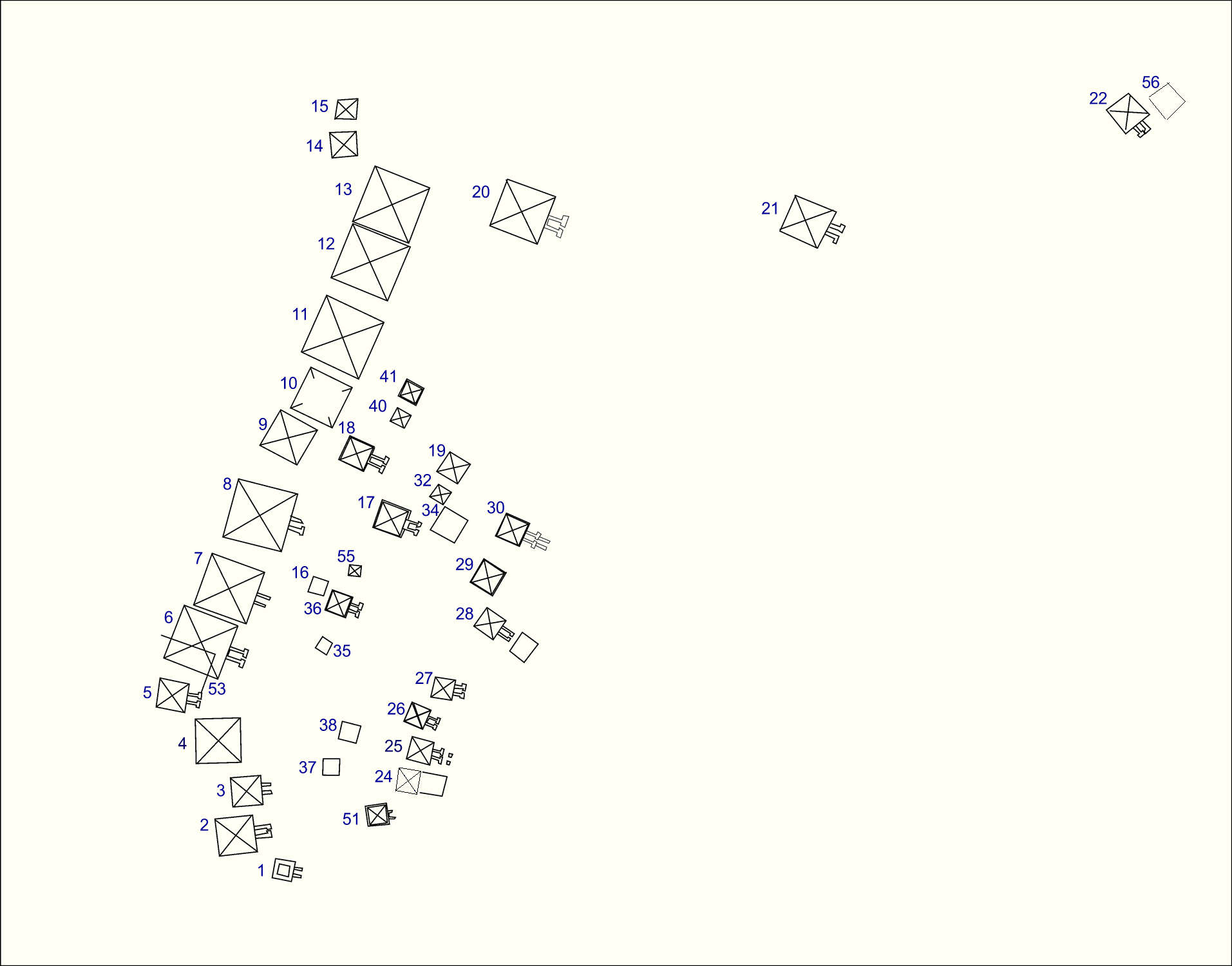
خريطة مواقع الإهرامات الشمالية في مروي.

عرف الاوربيون مروي في العصر الحديث عام 1821 م عن طريق عالم المعادن الفرنسي فريدريك كلود الذي زار مروي ثم عاد الي أوروبا ونشر ملفاً يصف فيه آثار مروي، ويعتقد أن هذا الملف كان السبب المباشر لحضور الكثير من صائدو الجوائز واللصوص الباحثين عن الذهب كامثال الإيطالي جوزيبي فريليني، الذي اكتشف آثاراً متنوعة وخصوصاً المجوهرات والحلي الذهبية الملكية التي تعرض في متحف برلين المصري اليوم.
وتم استكشاف مروي بدقة علمية لأول مرة عام 1844 م بواسطة العالم كارل ريتشارد ليبسيس الذي قام برسم العديد من الخرائط والرسومات والتي اودعها بجانب ما اكتشفه من تماثيل ومجوهرات في متحف برلين أيضاً.
كما جري استكشاف المنطقة مرة أخرى في الفترة ما بين عامي 1902م الي 1905 م بواسطة عالم المصريات والمستشرق الإنجليزي إي. أ وليامز بدج، وهو الذي اكتشف أجمل ماعثر عليه في مروي حتي الآن، مثل مجسمات النحت البارز في حوائط المعابد التي تظهر أسماء الملكات وبعض الملوك وبعض فصول كتاب الموتى والمسلات المنقوشة باللغة المروية والأواني المعدنية واعمال الخزف. وقد تم تفكيك النحوت البارزة حجراً حجراً وتم نقلها الي المتحف البريطاني واعيد تجميعها جزئياً. كما تم تجميع الجزء المتبقي في متحف السودان القومي بالخرطوم. وقد نشر العالم إي. أ وليامز بدج كتاباً مهما في لندن عام 1907 م أسماه السودان المصري: التاريخ والاثار. وقد اثبت هذا العالم ان أهرامات النوبة كان يتم بناؤها علي غرف نحتت في الصخر وتحتوي علي أجساد الملوك الراحلين، التي يتم تحنيطها عادة كمومياءات أو لا يتم كما في بعض الحالات.
وفي عام 1916 قام الحاكم البريطاني للسودان ريجنالد ونجت بإرسال قوات لشق الطرق الي اهرامات مروي وفيما بينها، فتسبب ذلك في غرق العديد من الأعمدة والآثار.
وفي عام 1910 ونتيجة لتوصيات عالم الأشوريات واللغويات الإنجليزي (1846 -1933) أرشيبالد سايس الذي كان يرأس كرسي الدراسات الأشورية بجامعة اوكسفور، تم القيام بأعمال حفر وتنقيب واسعة في تلال مروي ومقبرتها الكبري بواسطة العالم الإنجليزي جون قراستنق (1876-1956) وبرعاية جامعة ليفربول فأسفر البحث عن اكتشاف قصر كبير ومعابد متعددة شيدها حكام مروي
```
في القديم.
```

## القطع الأثرية

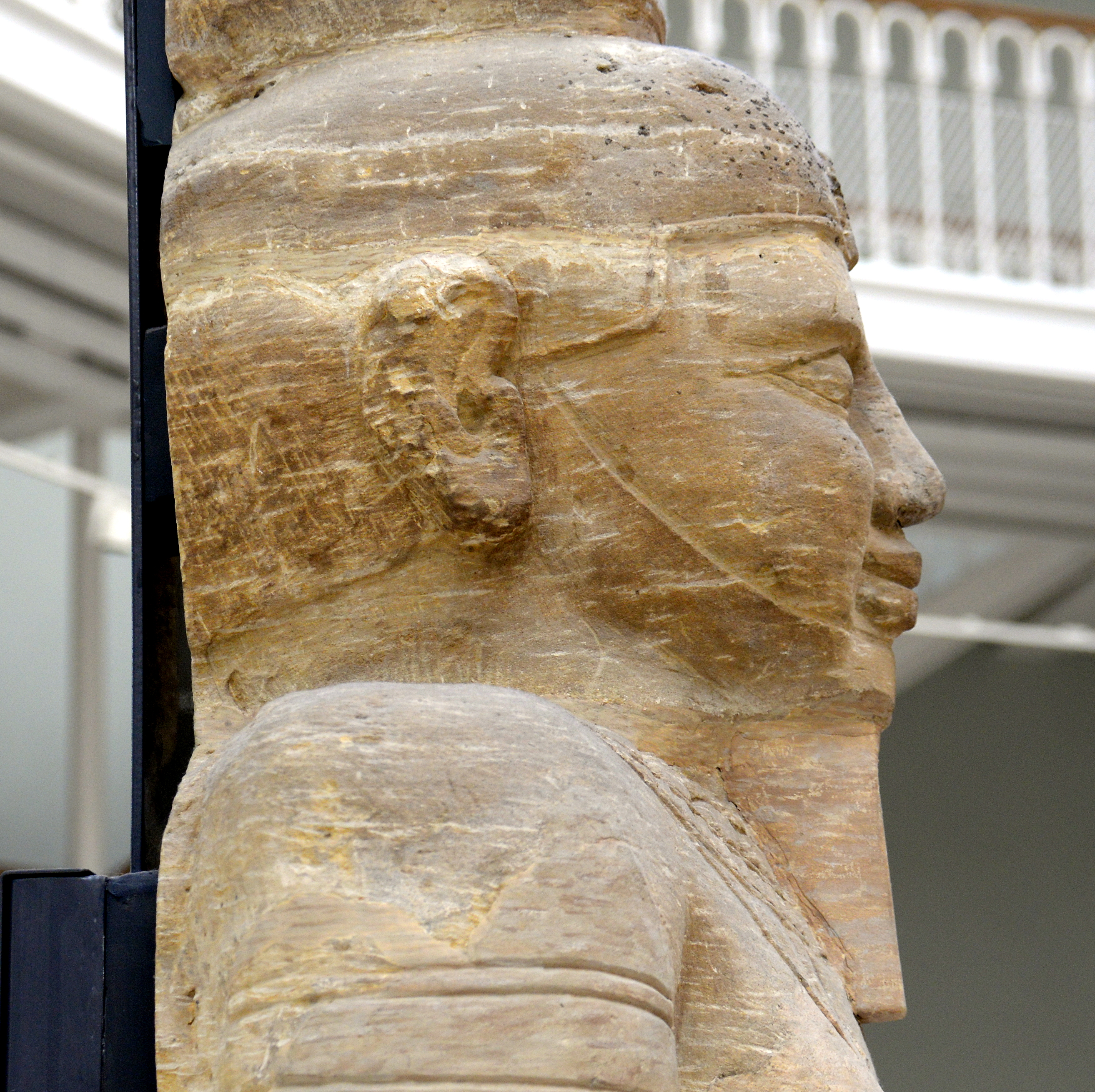
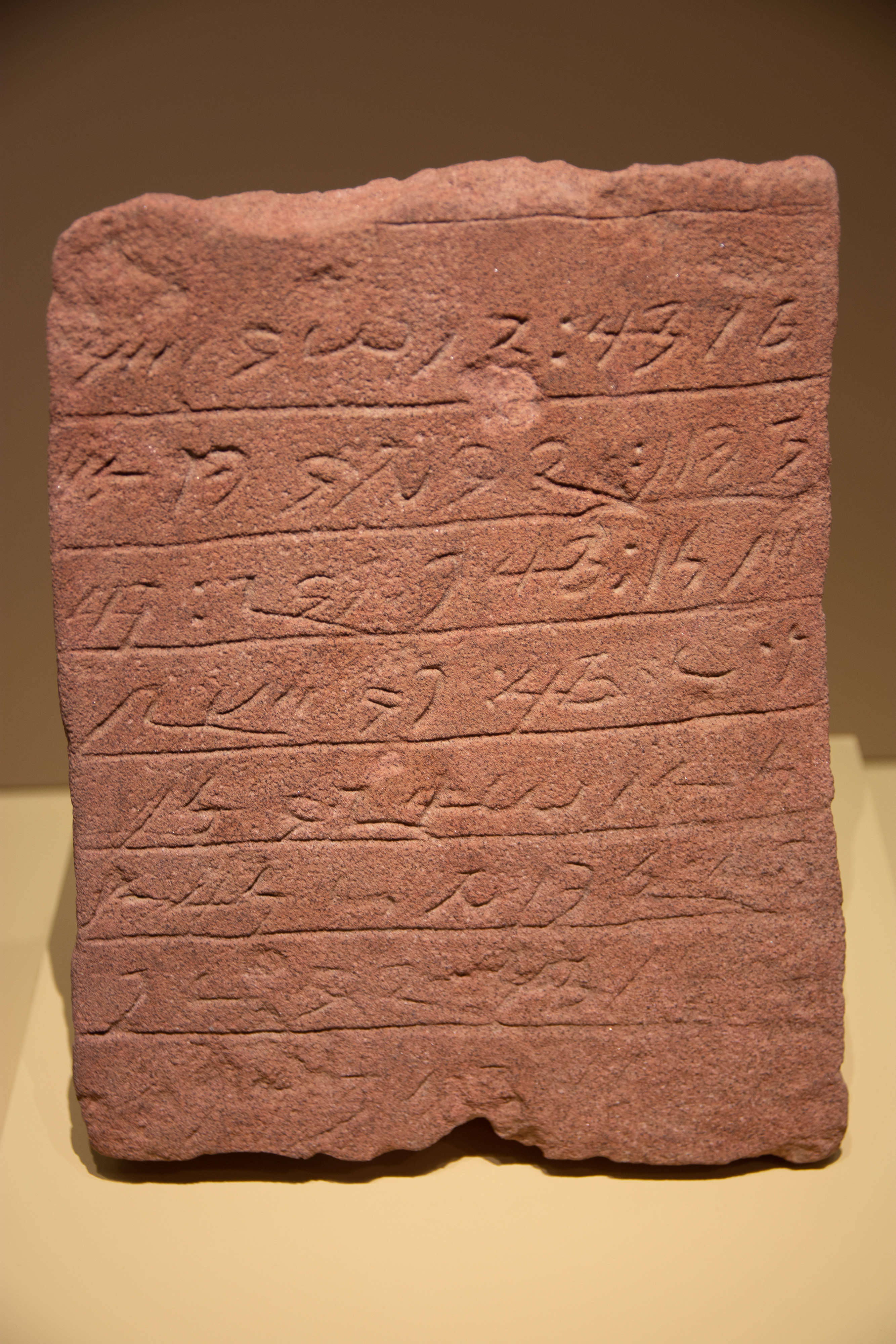
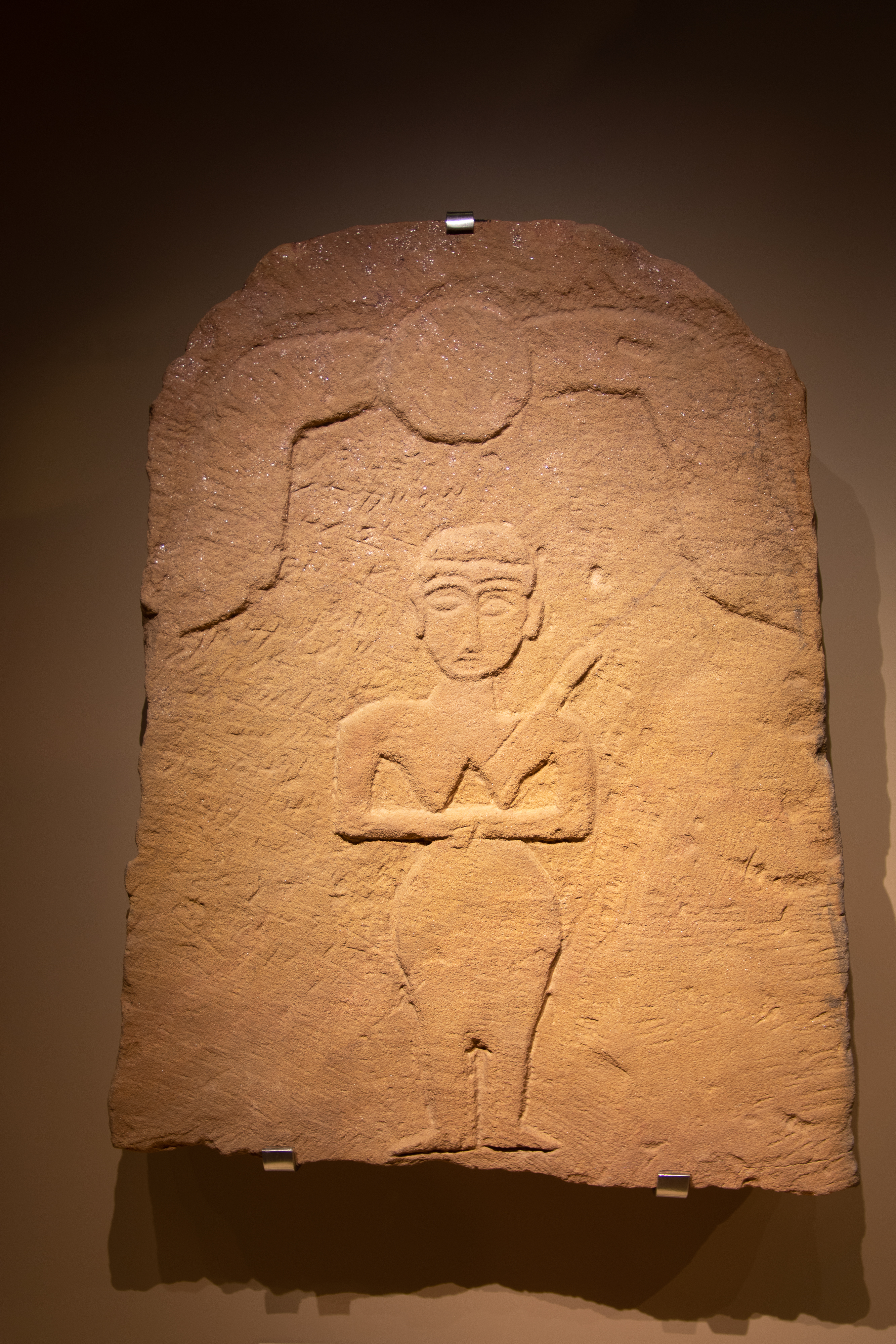
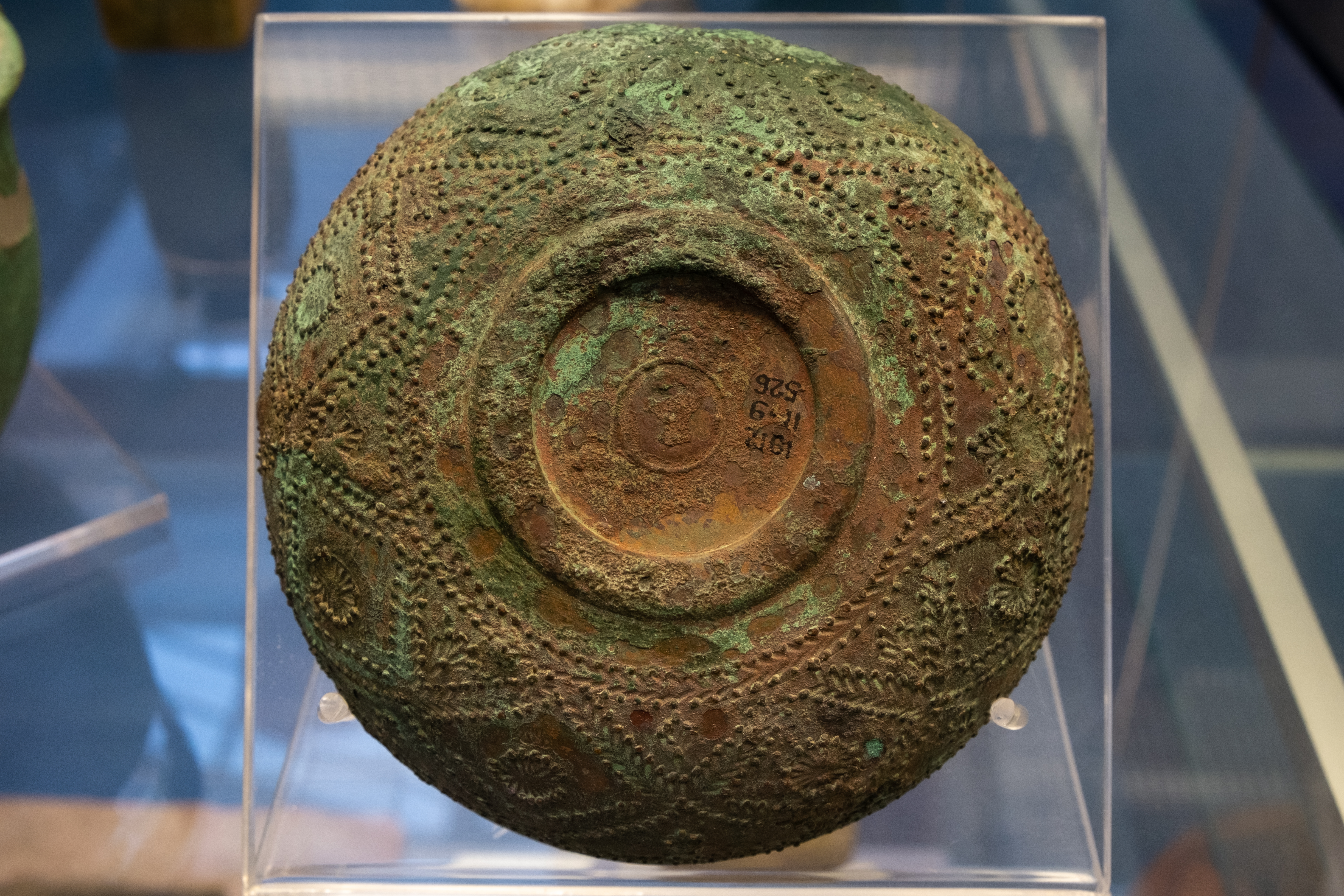
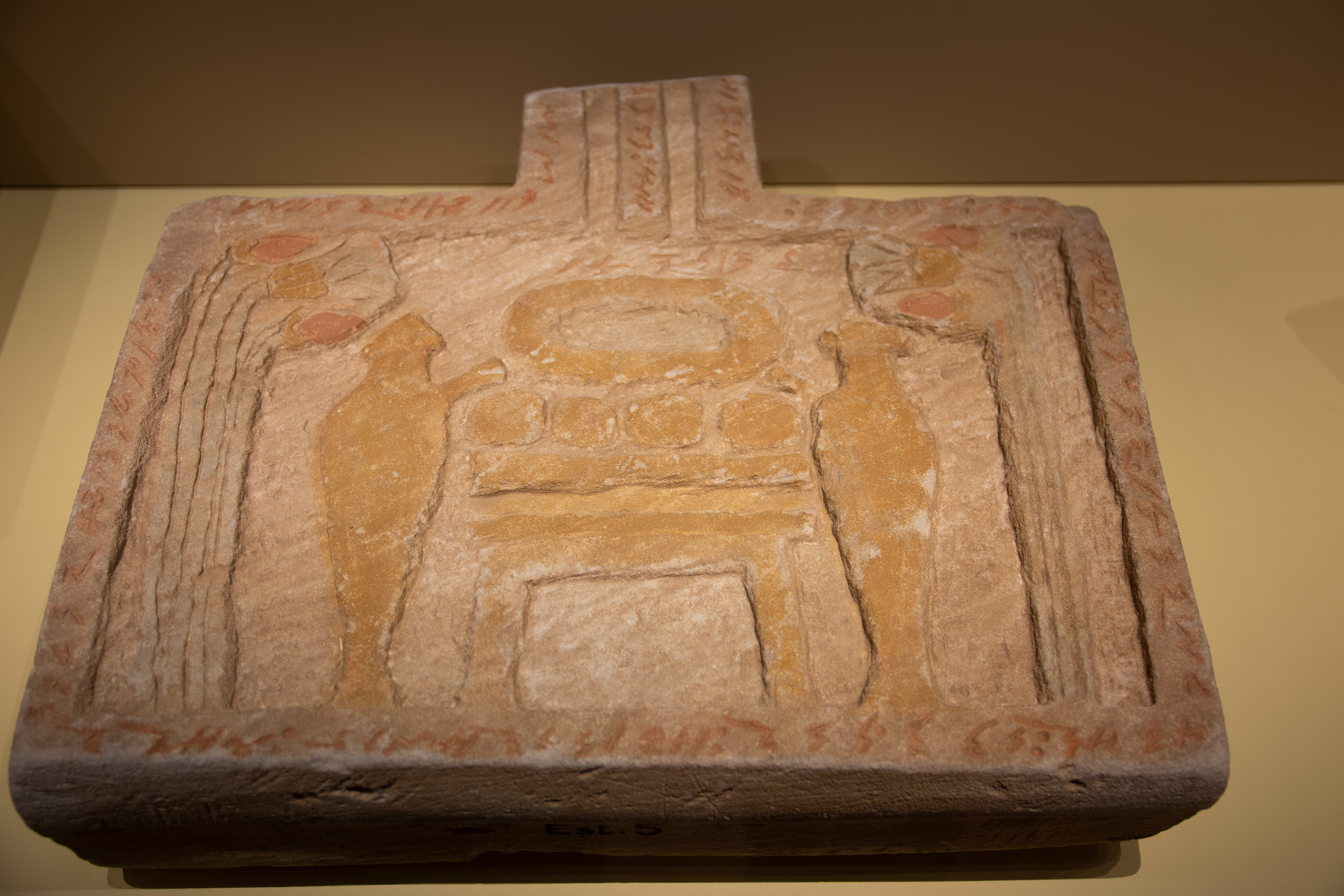
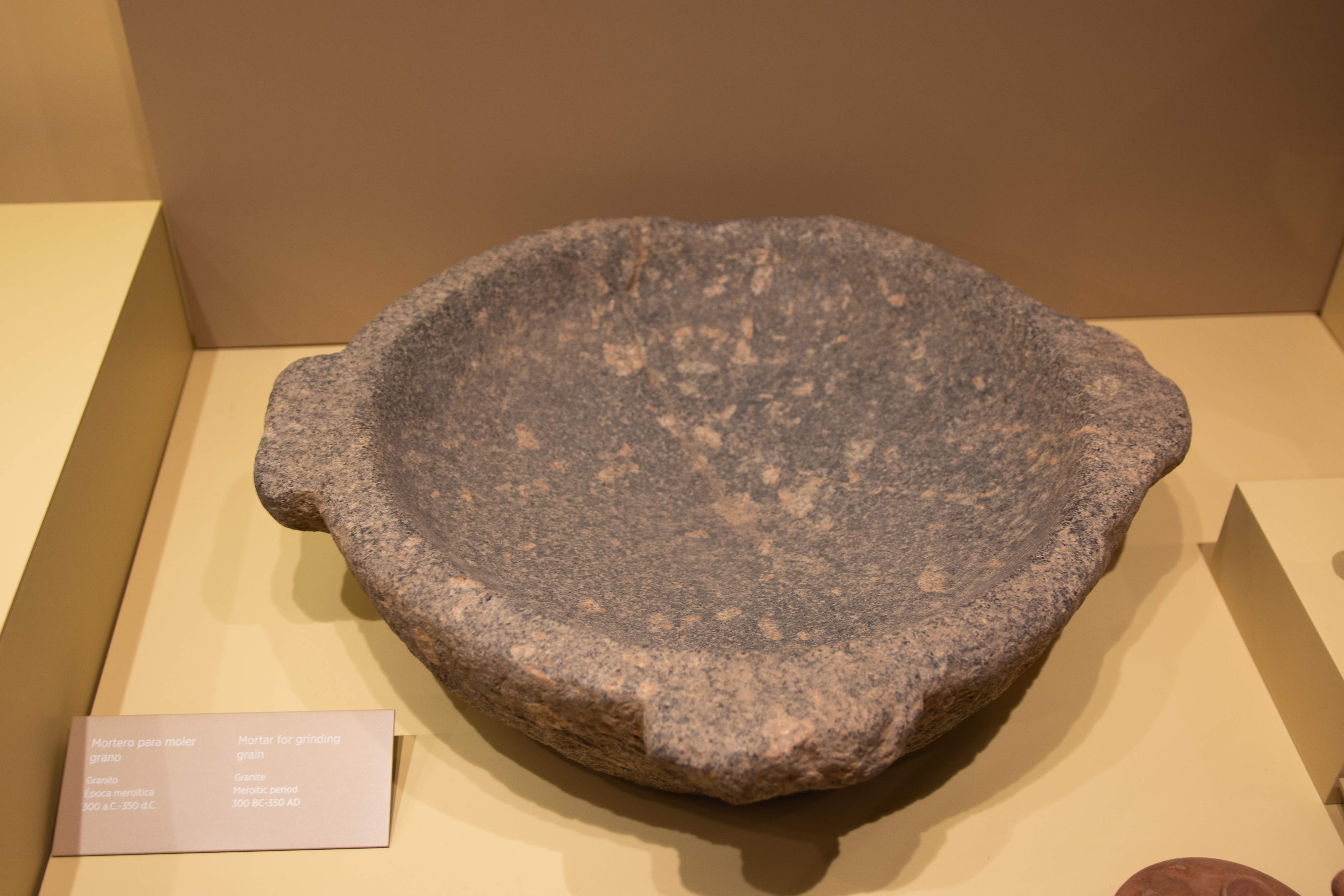
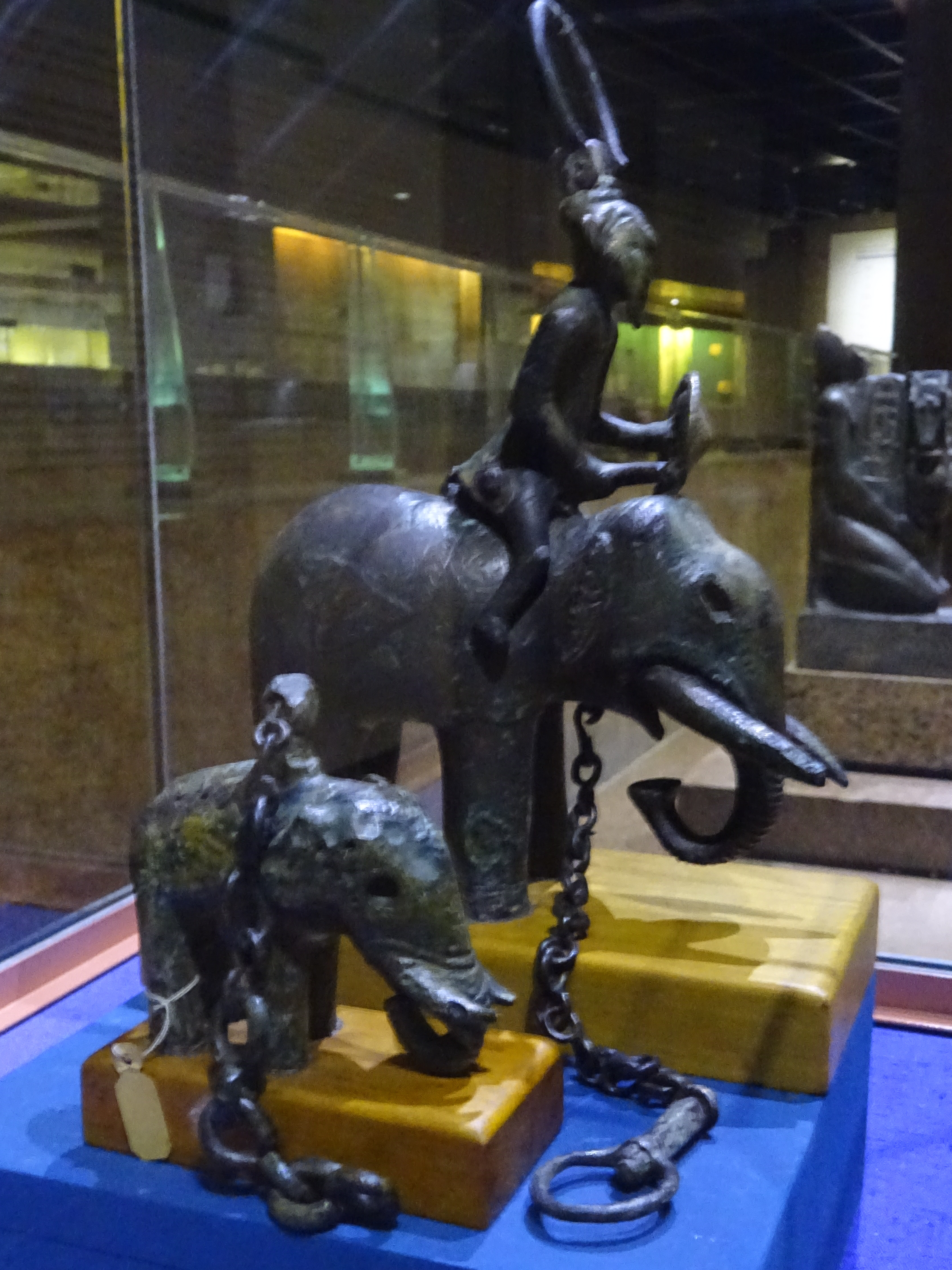
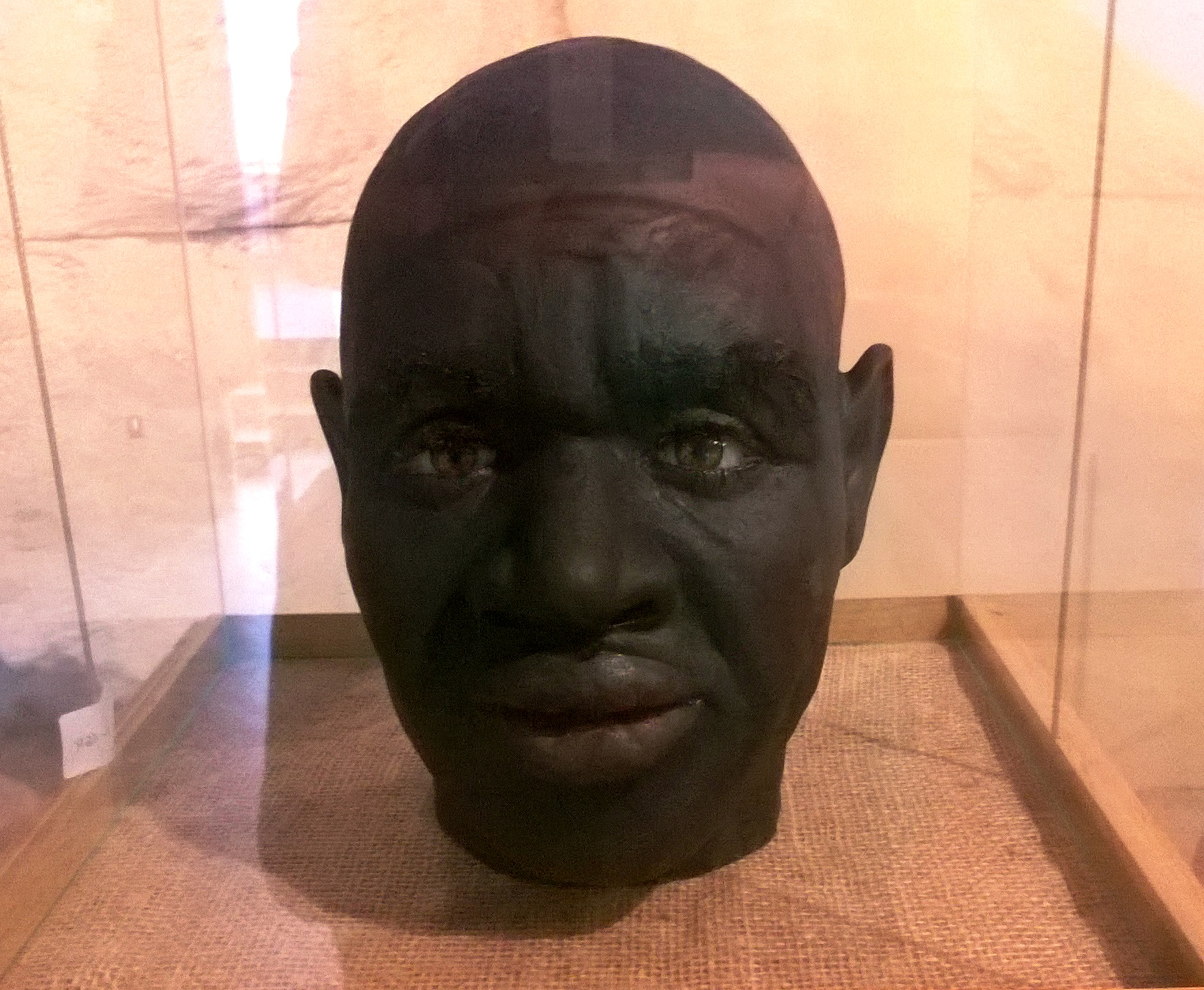
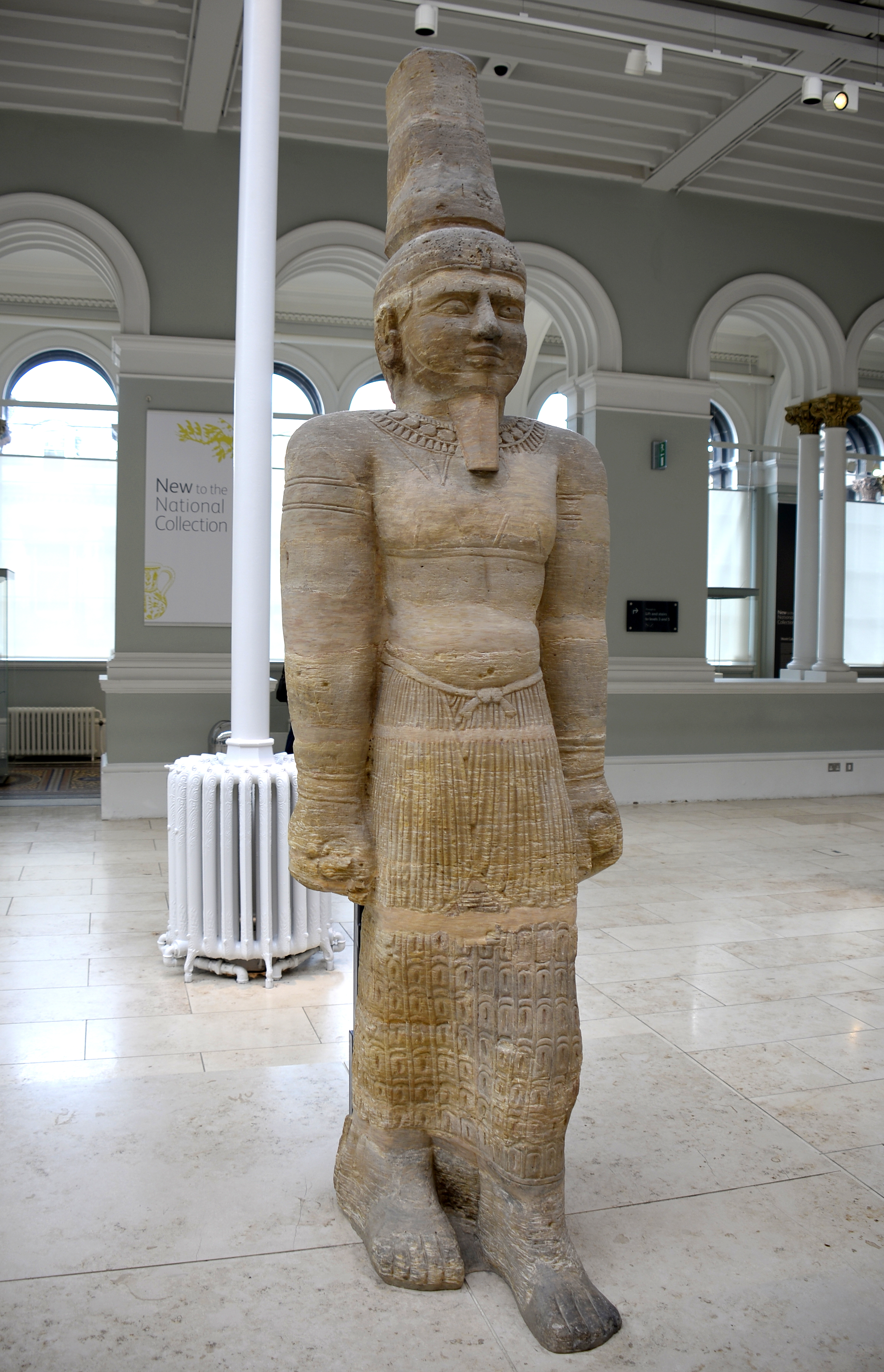
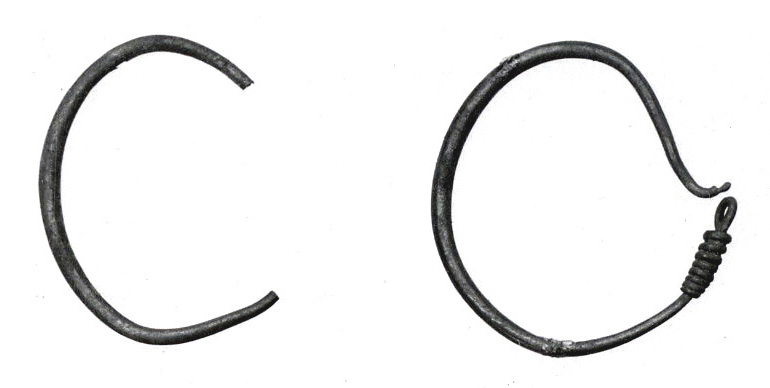
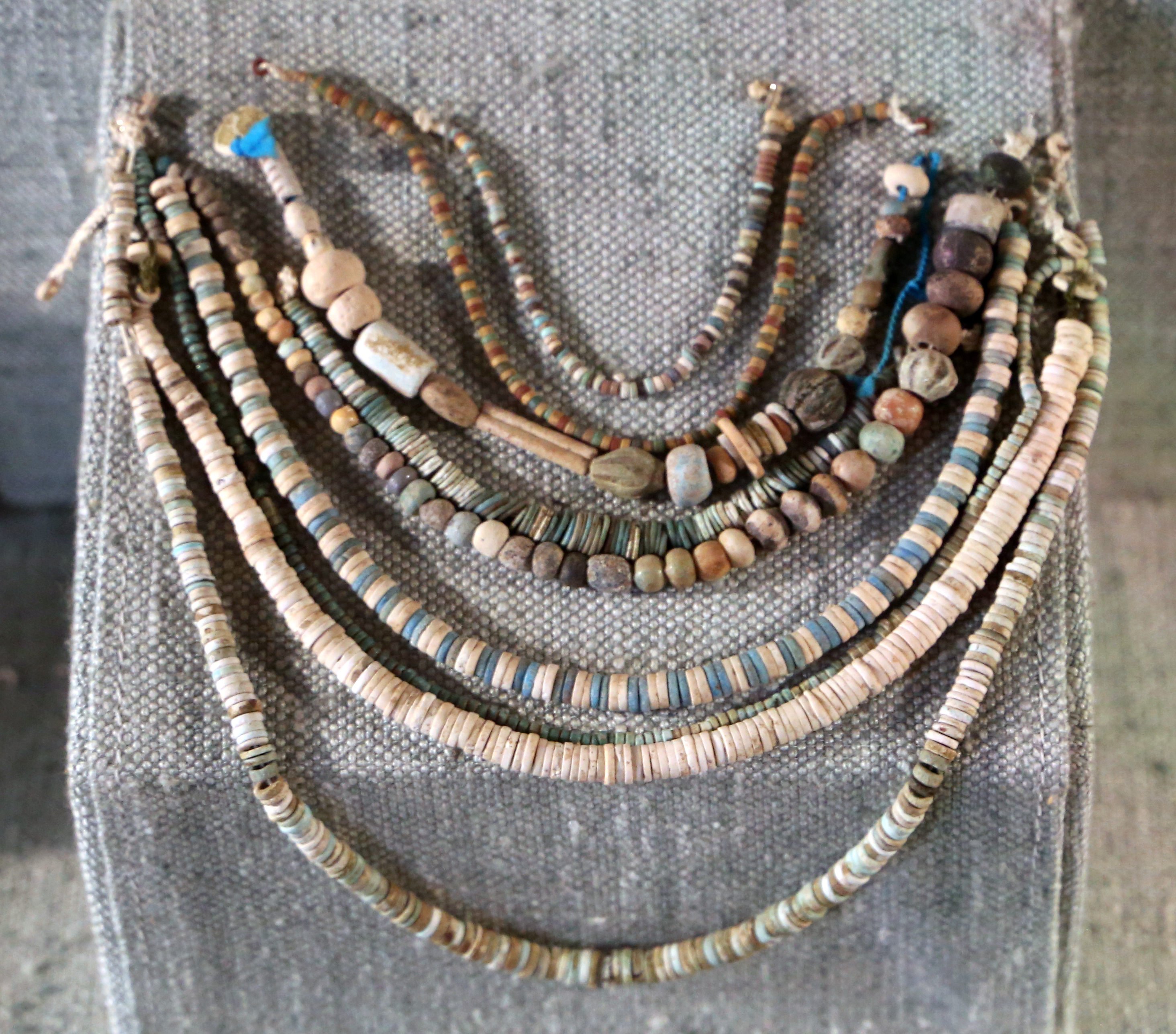
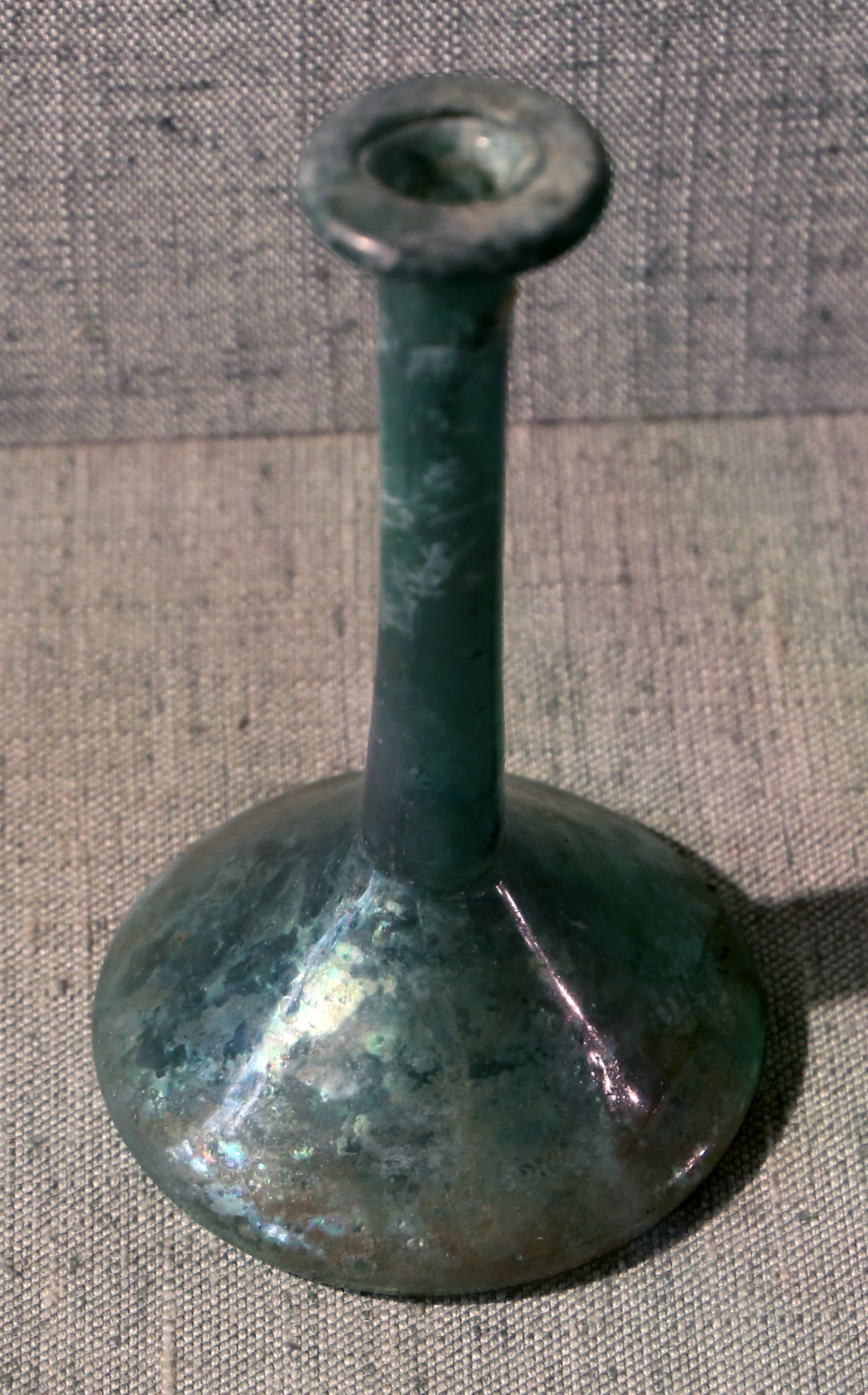
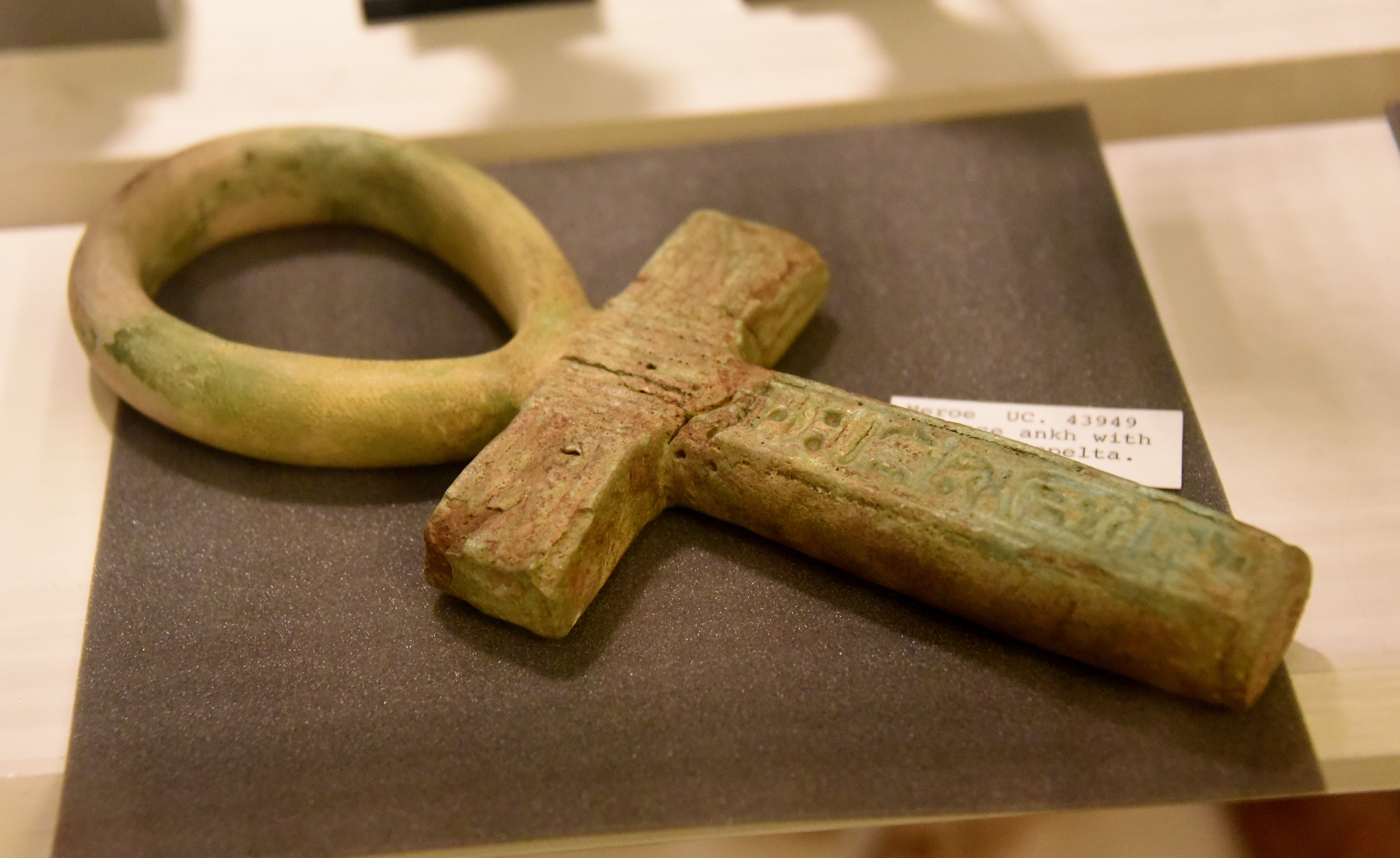
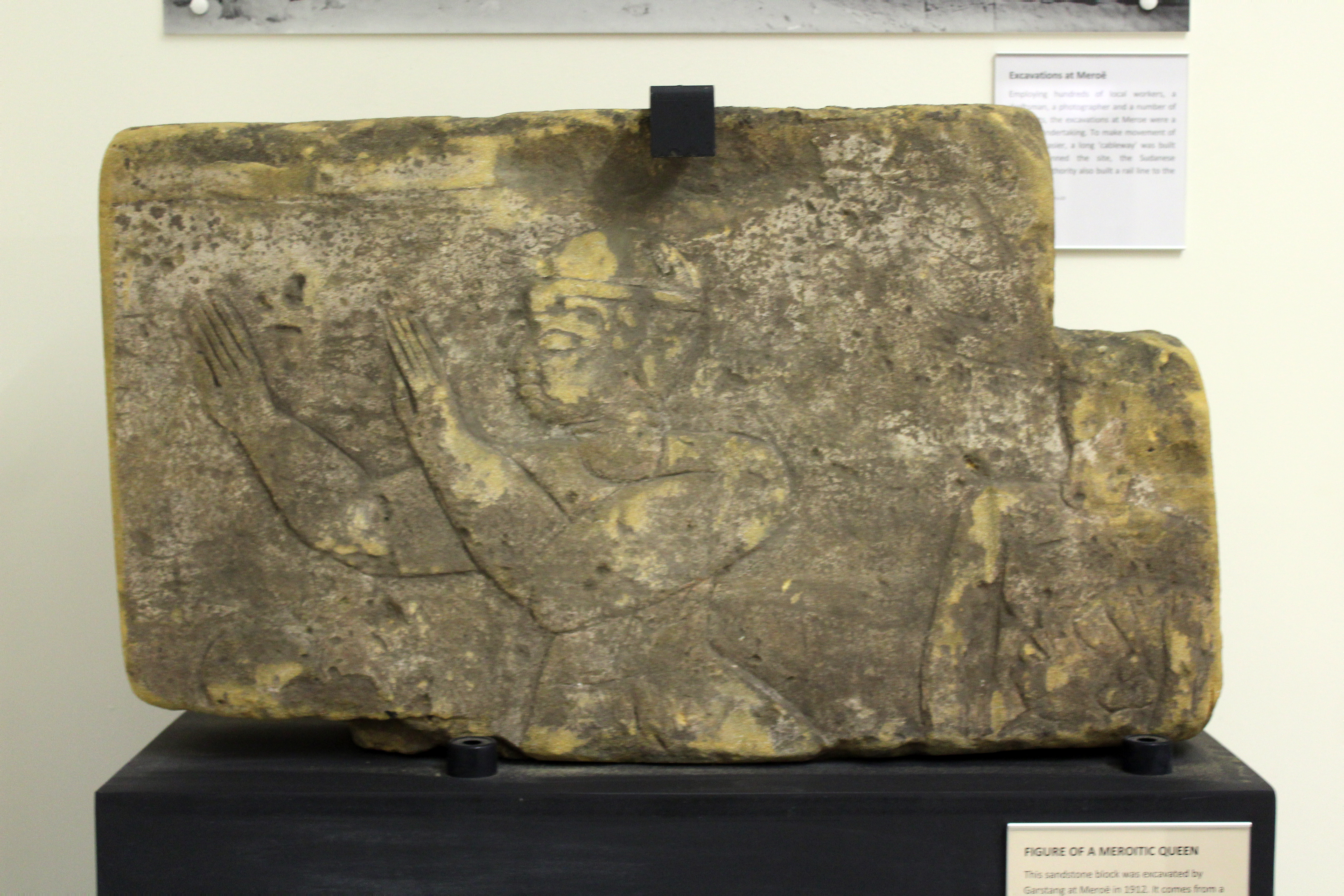
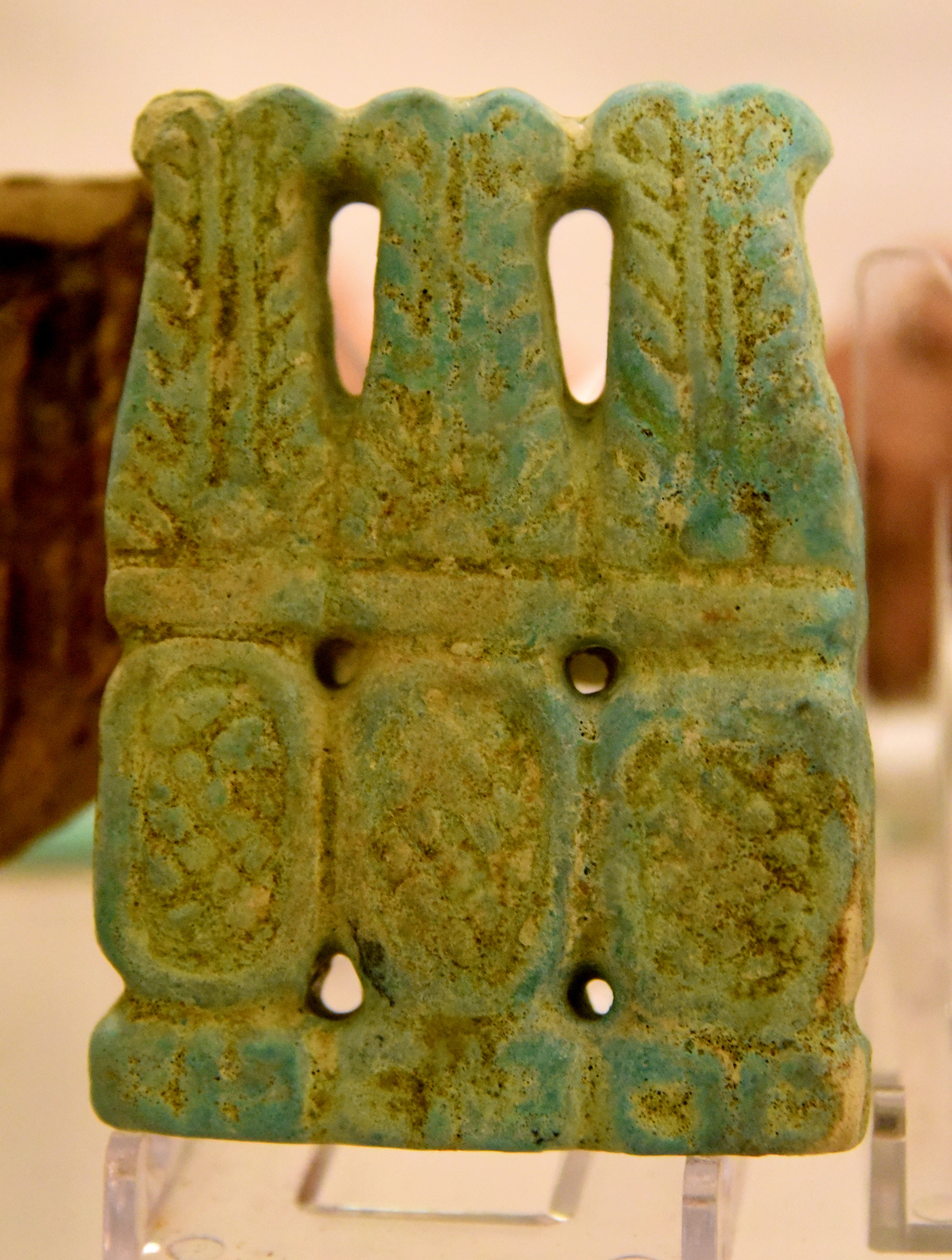
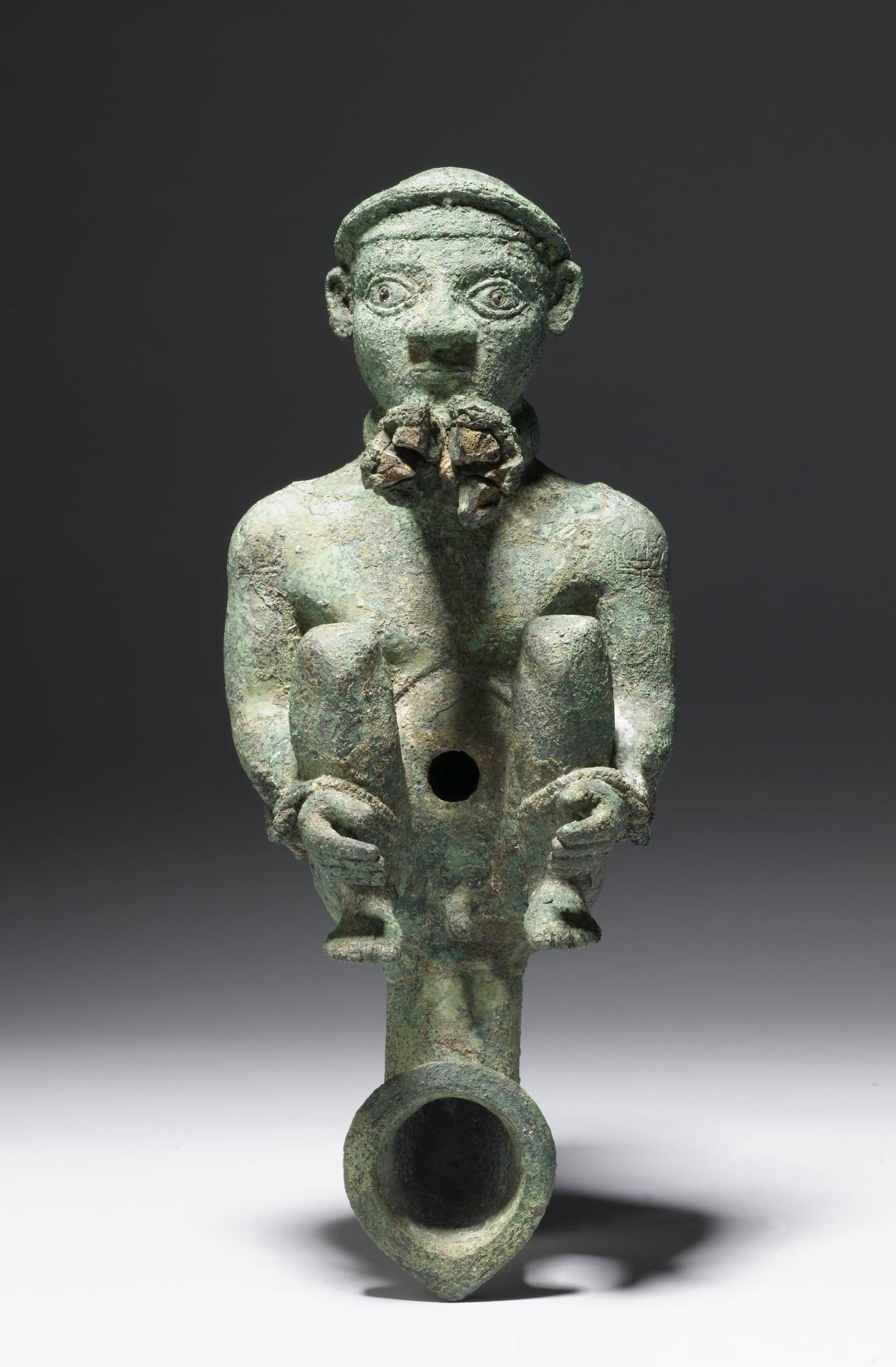
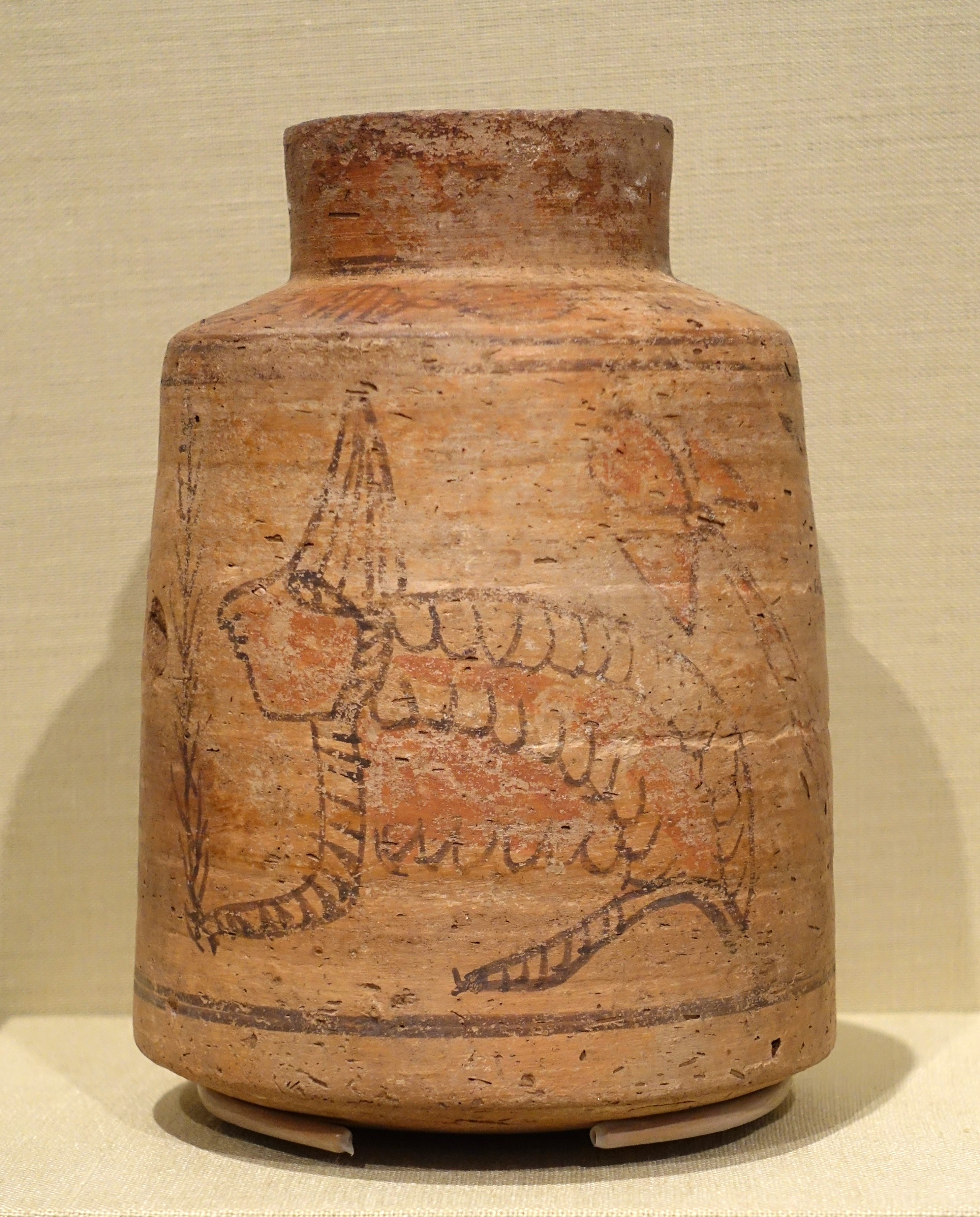
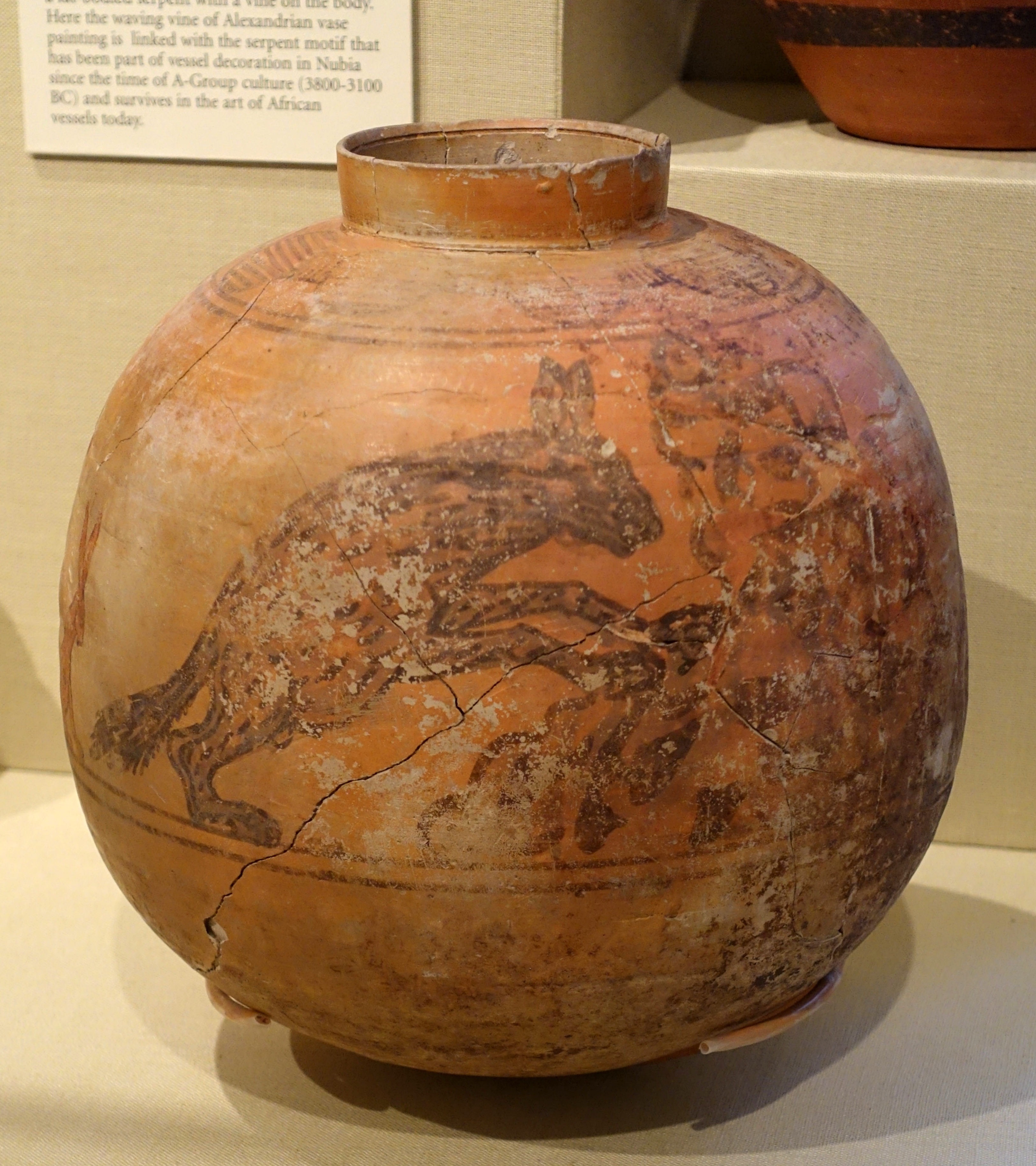
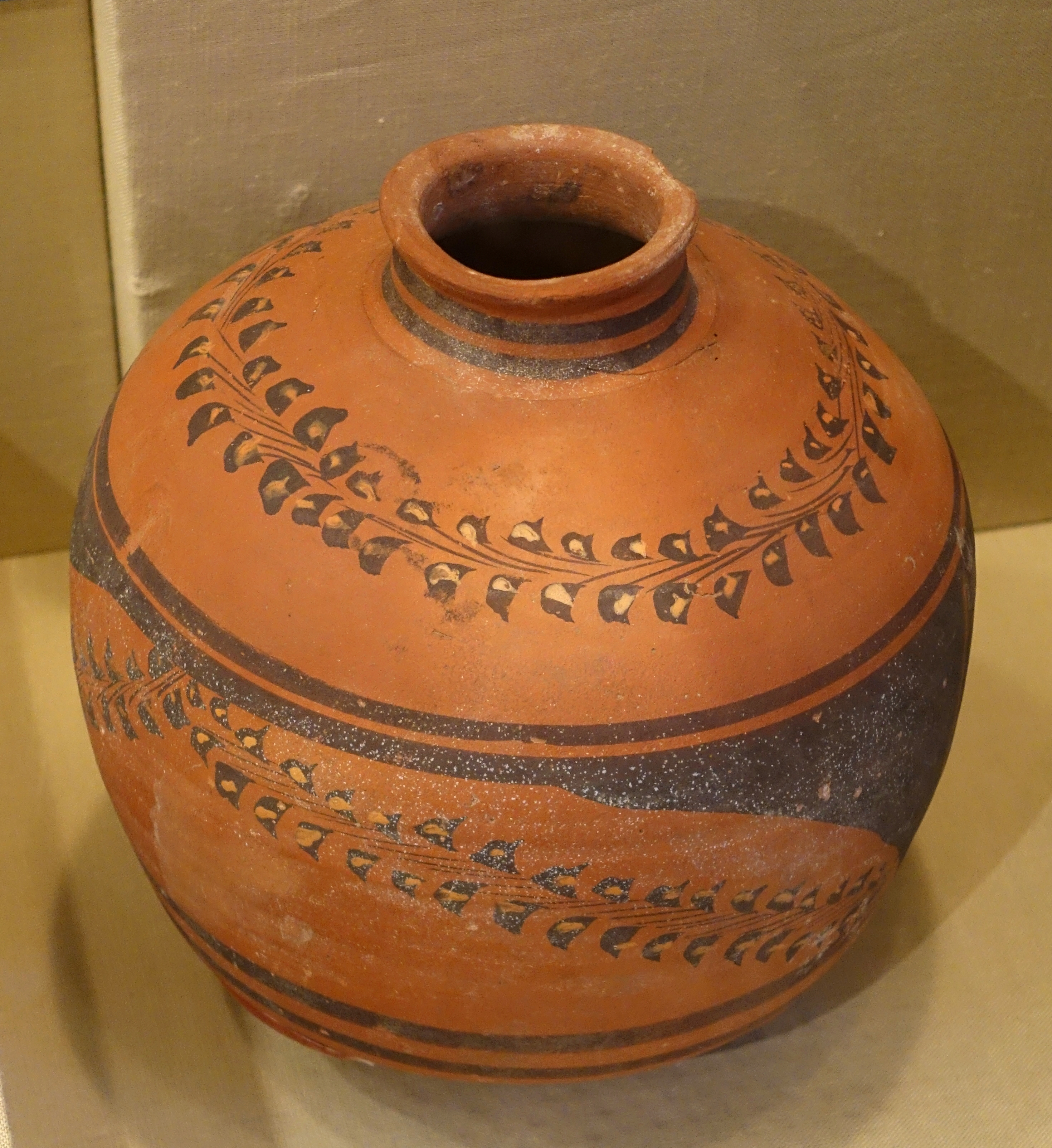
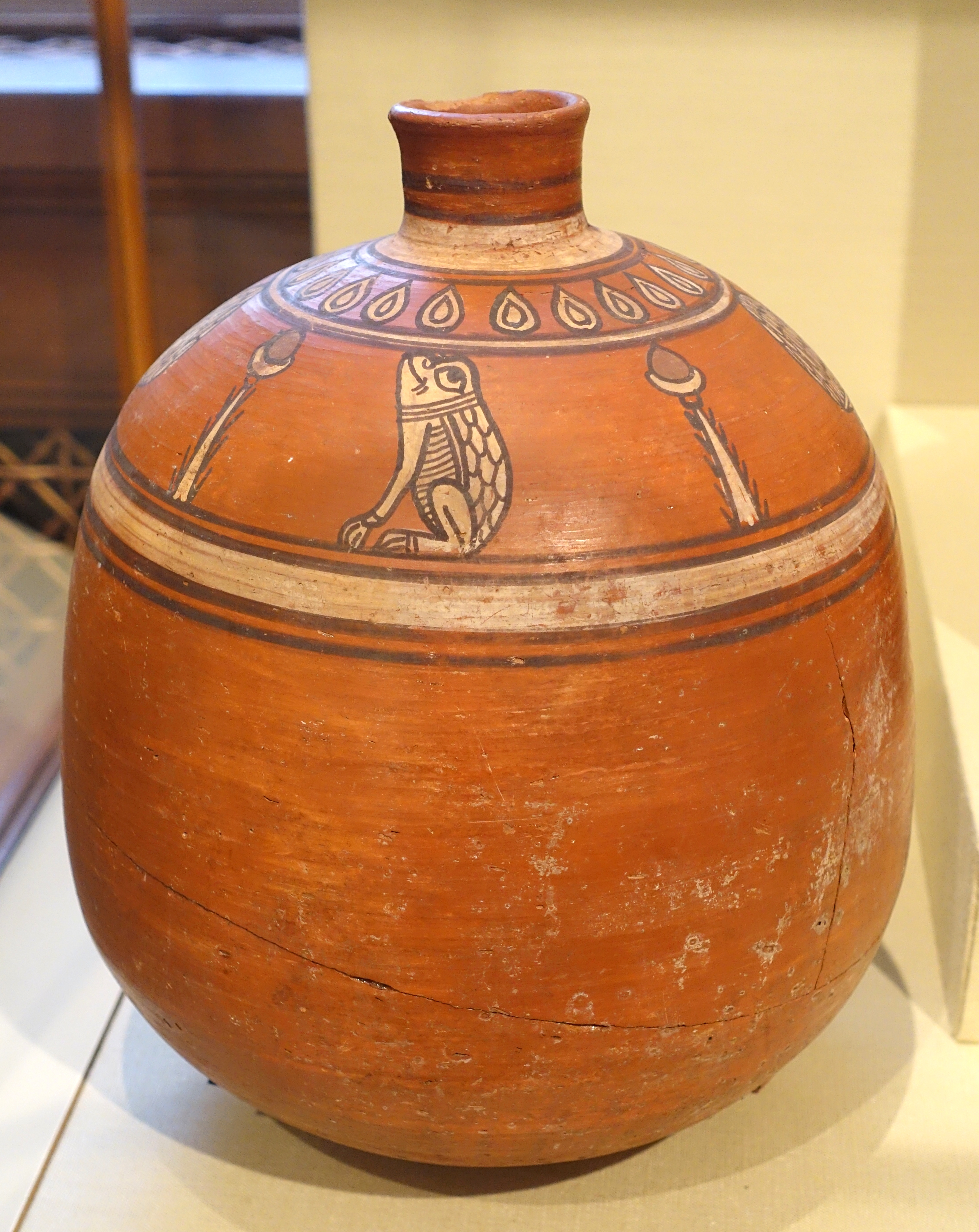

## معرض الصور

آثار مروي القديمة
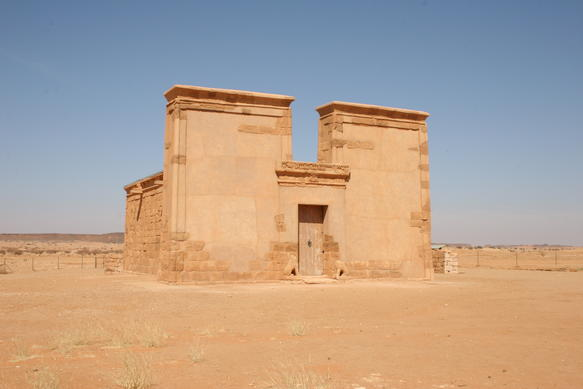
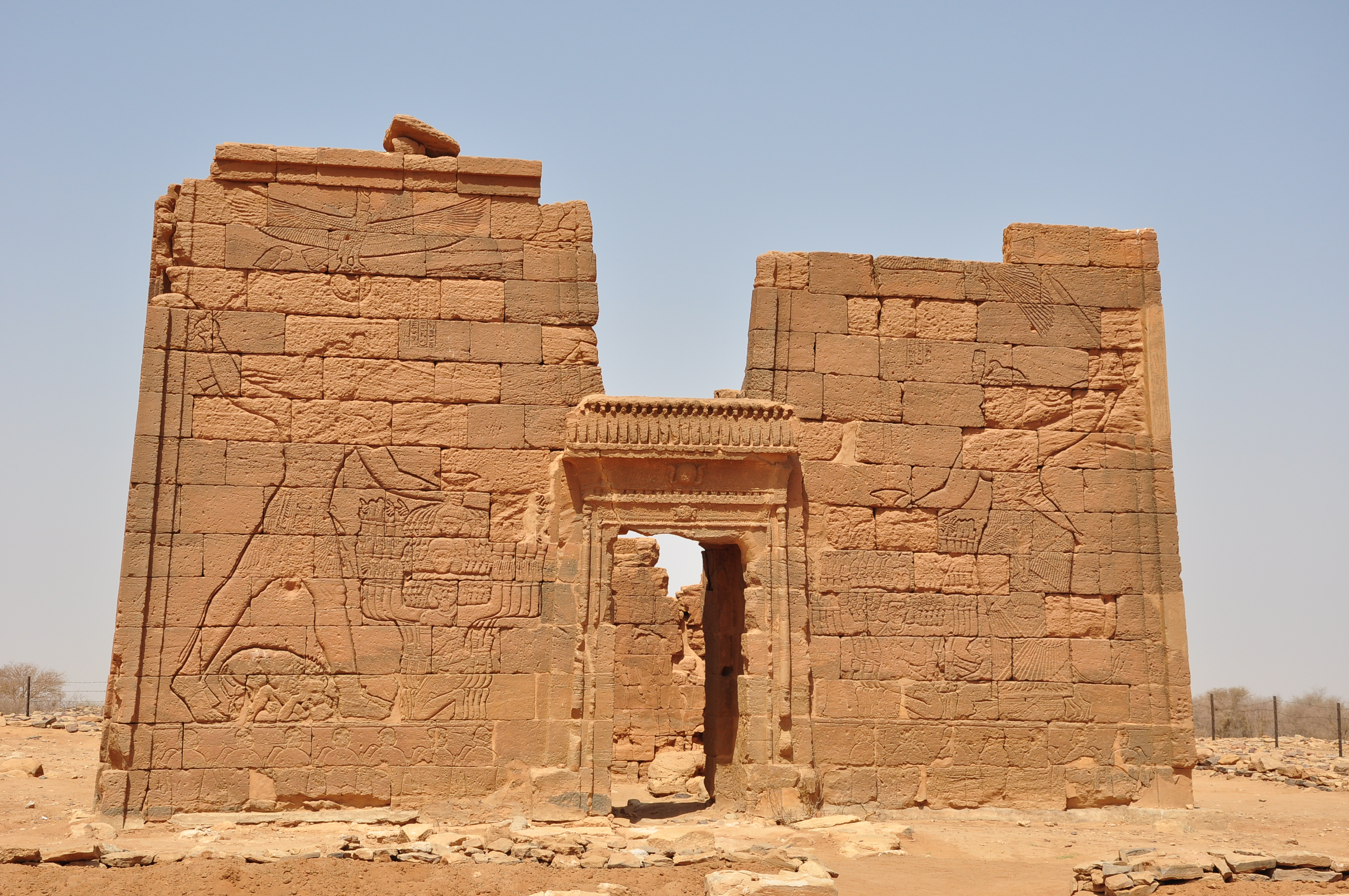
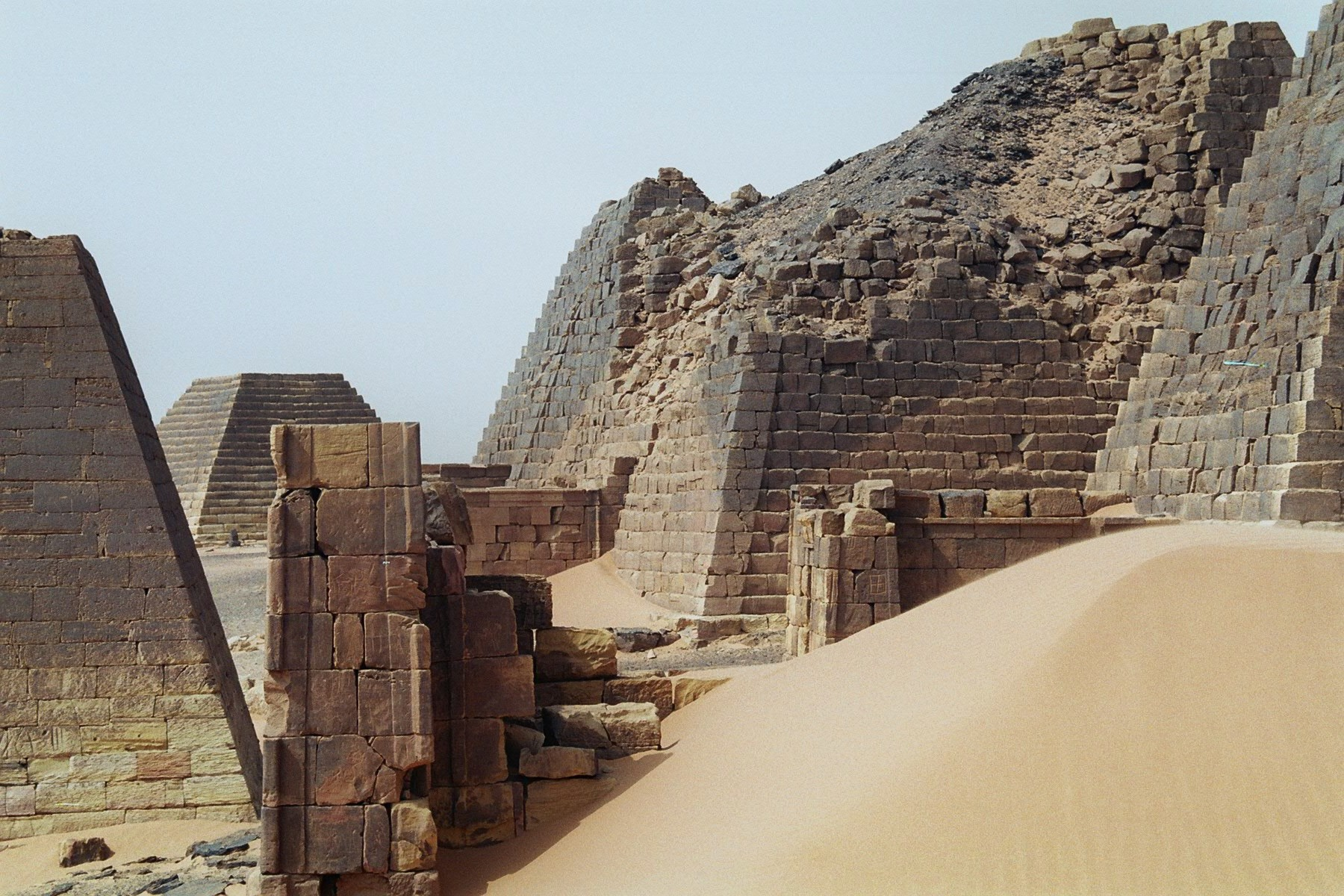
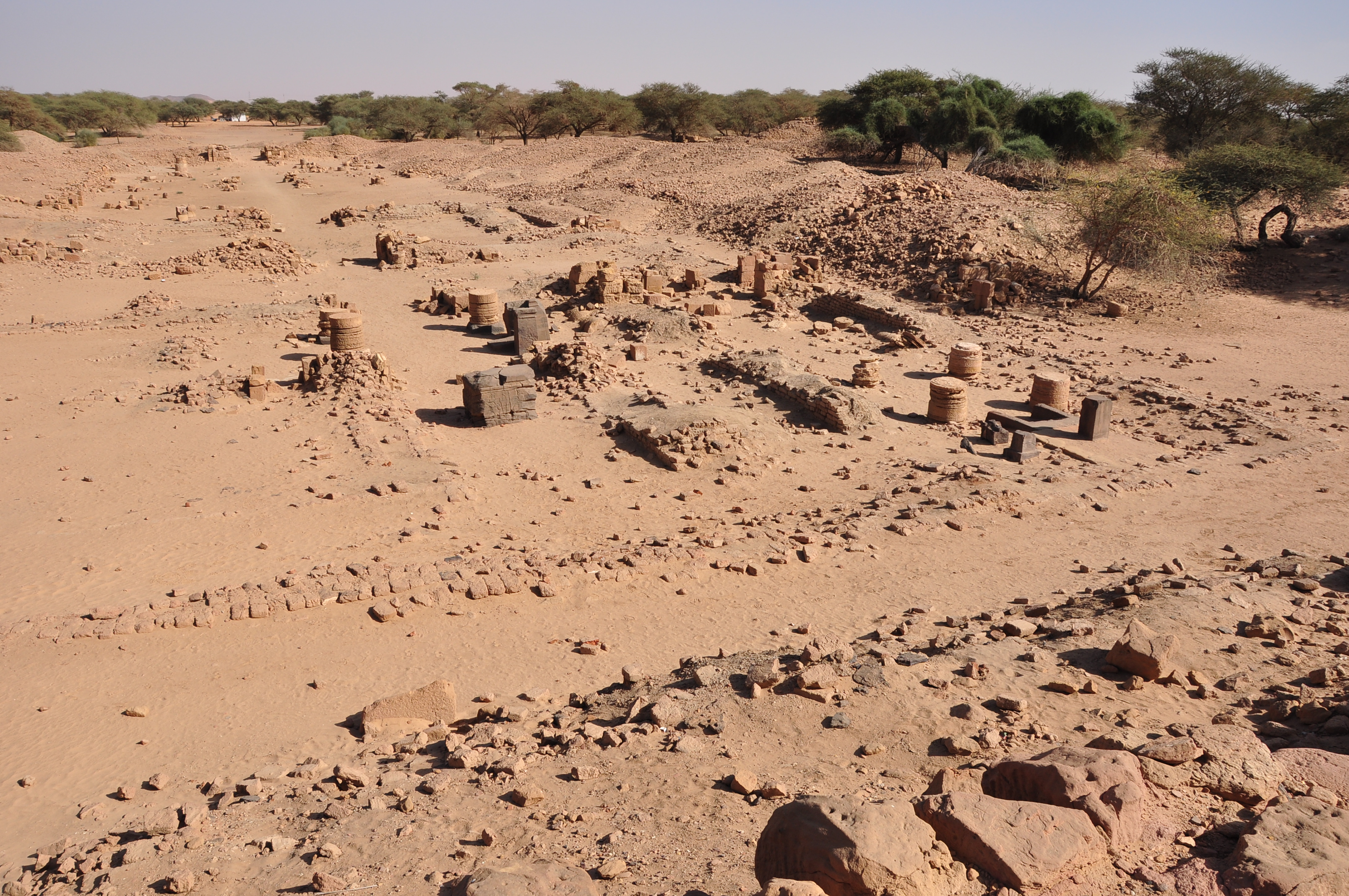
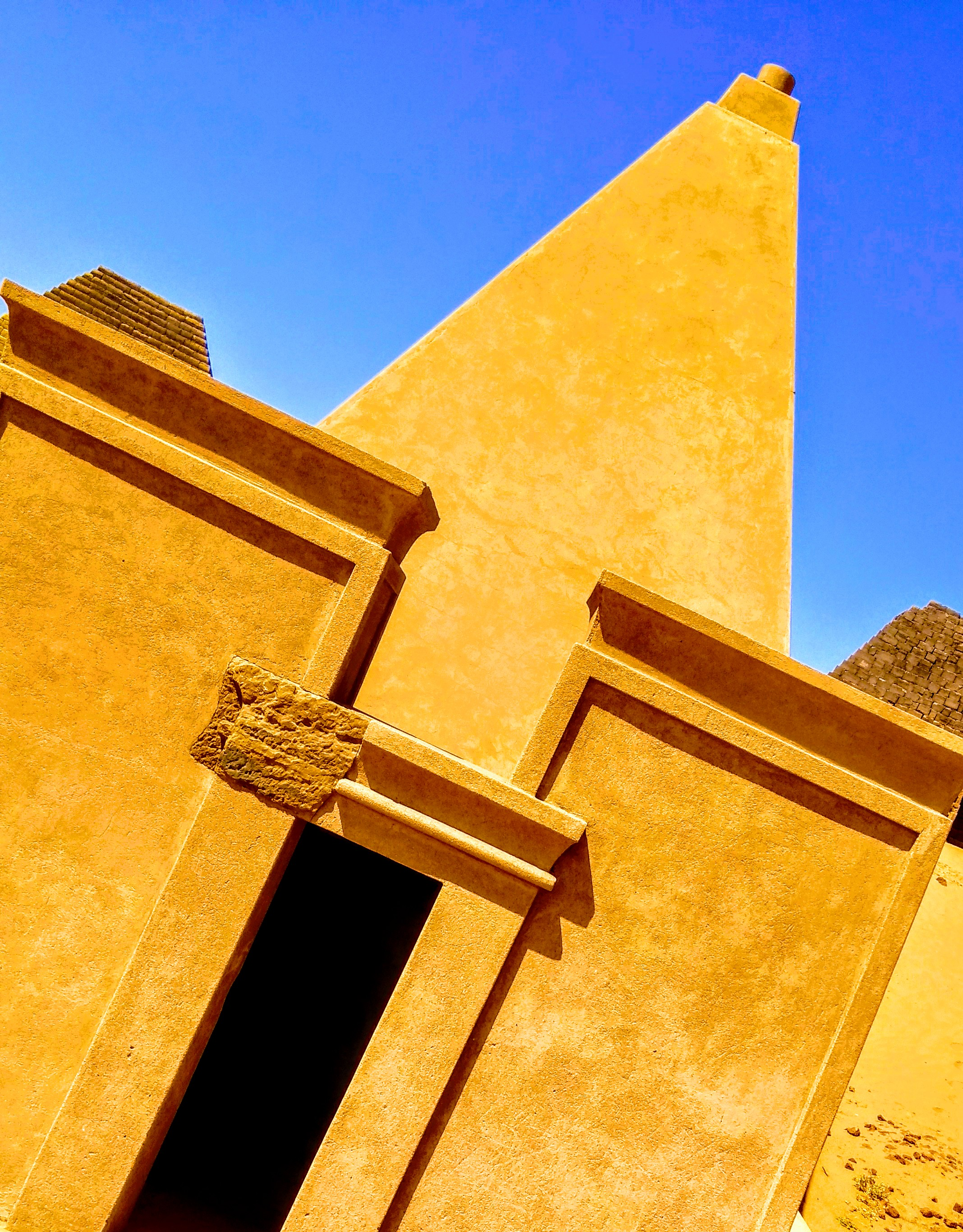
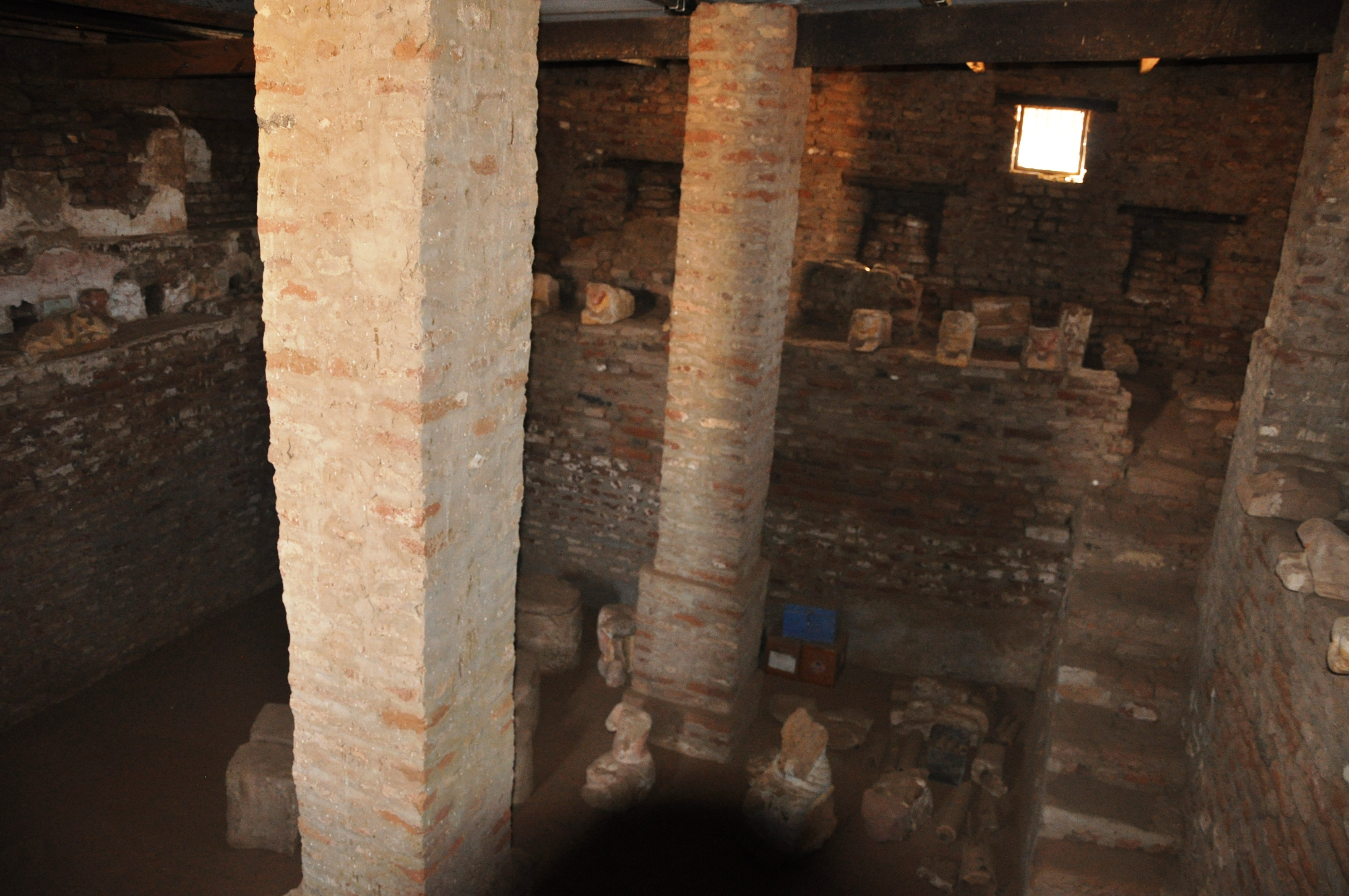
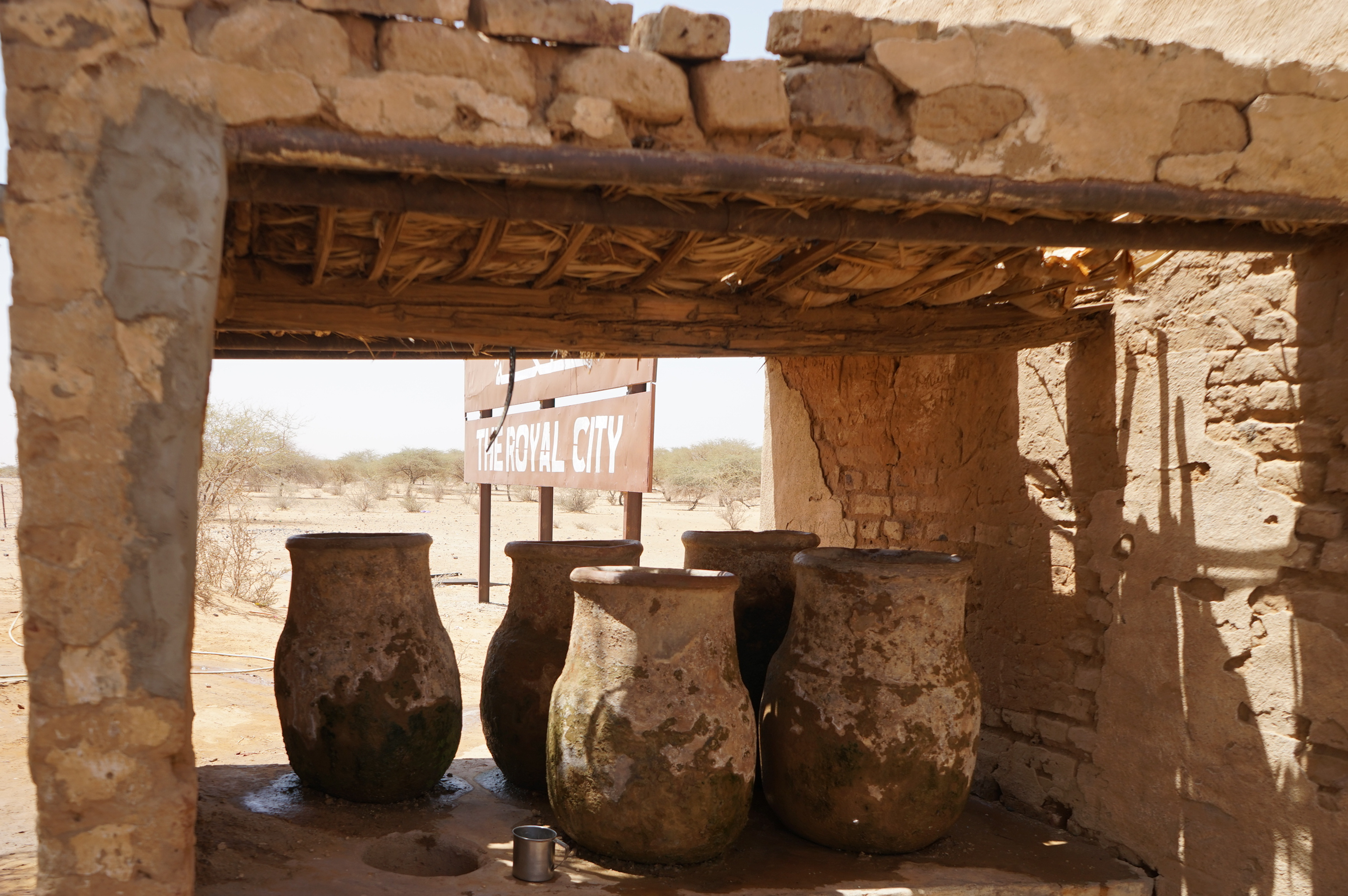
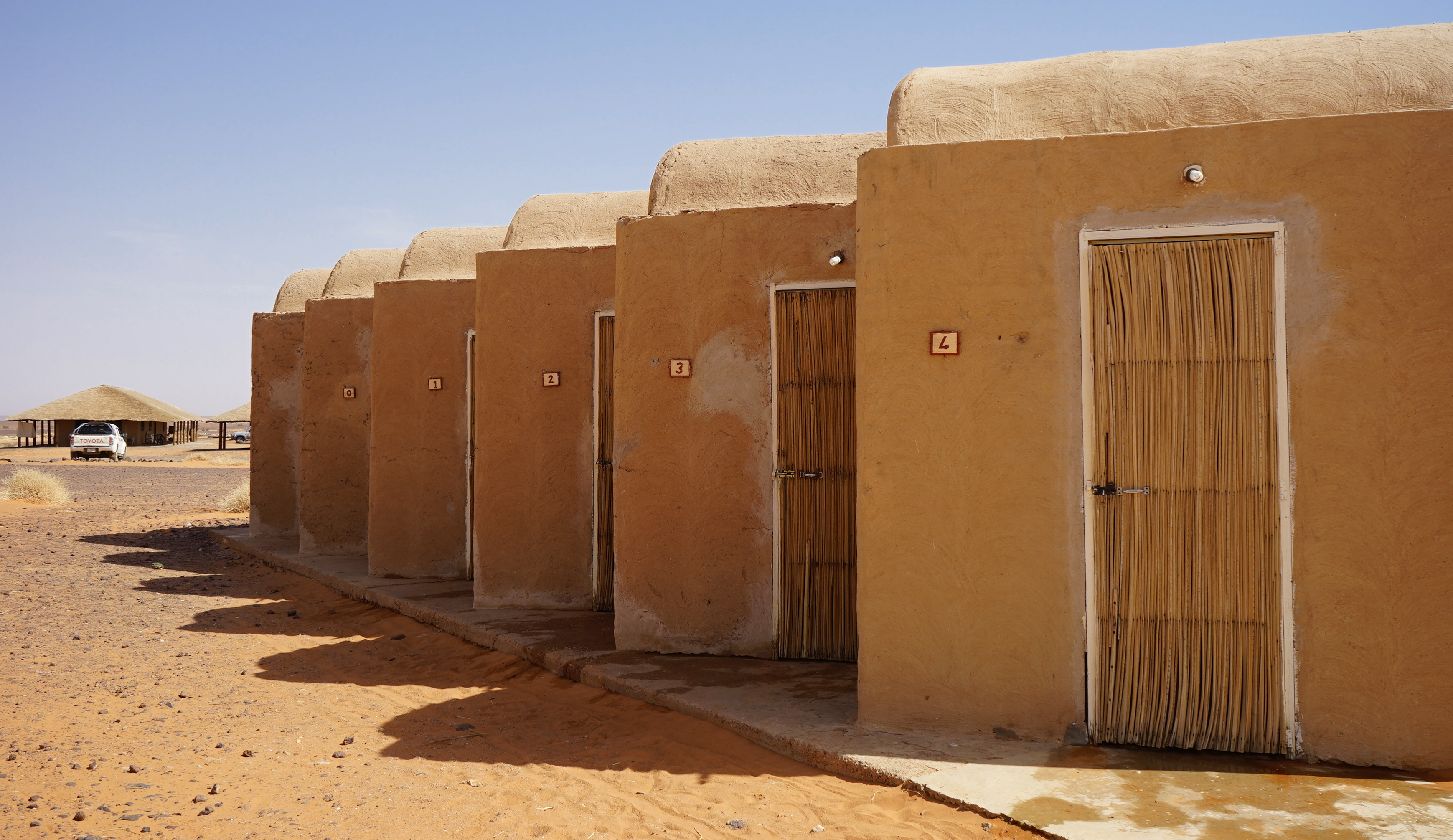
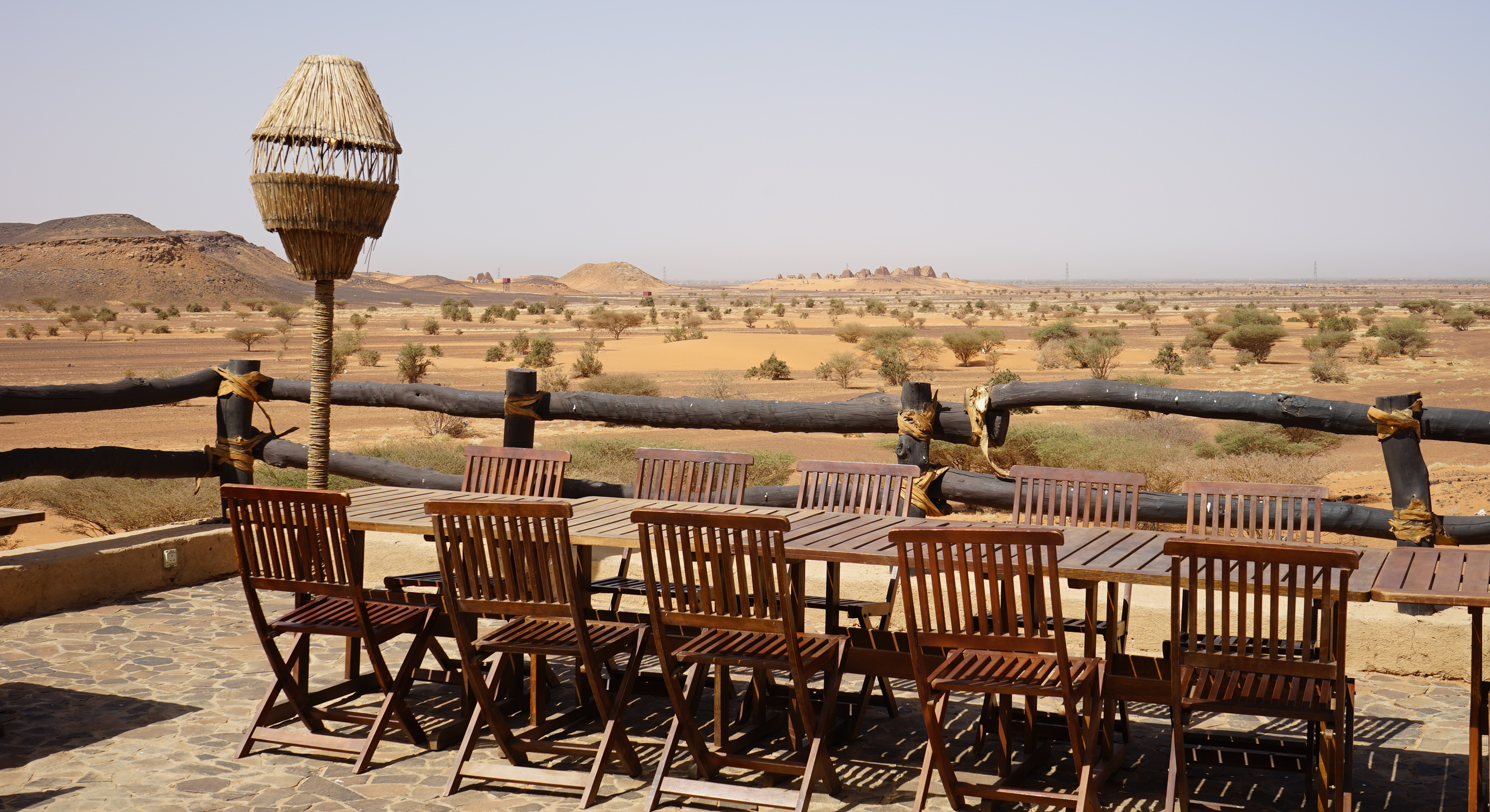
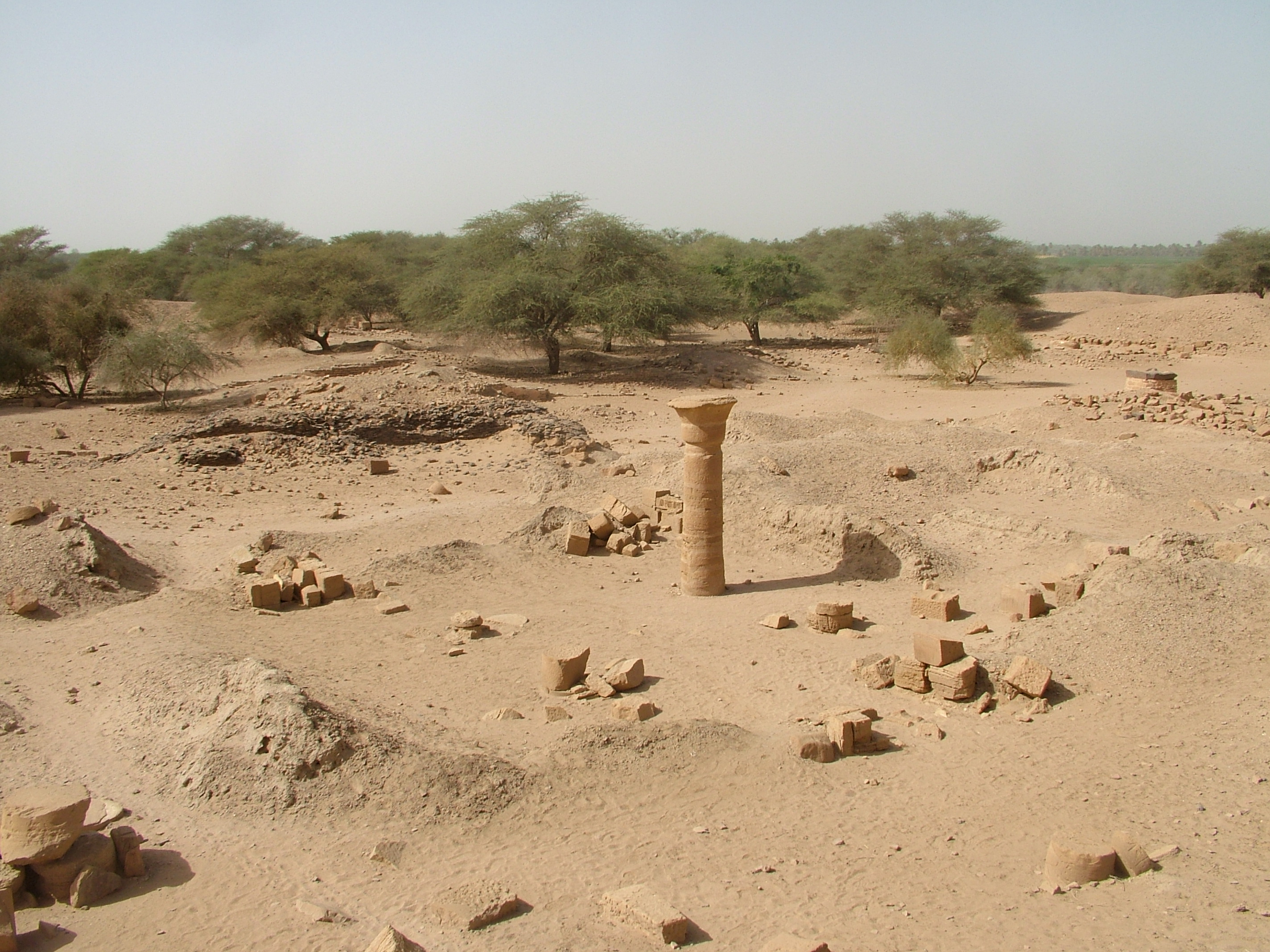
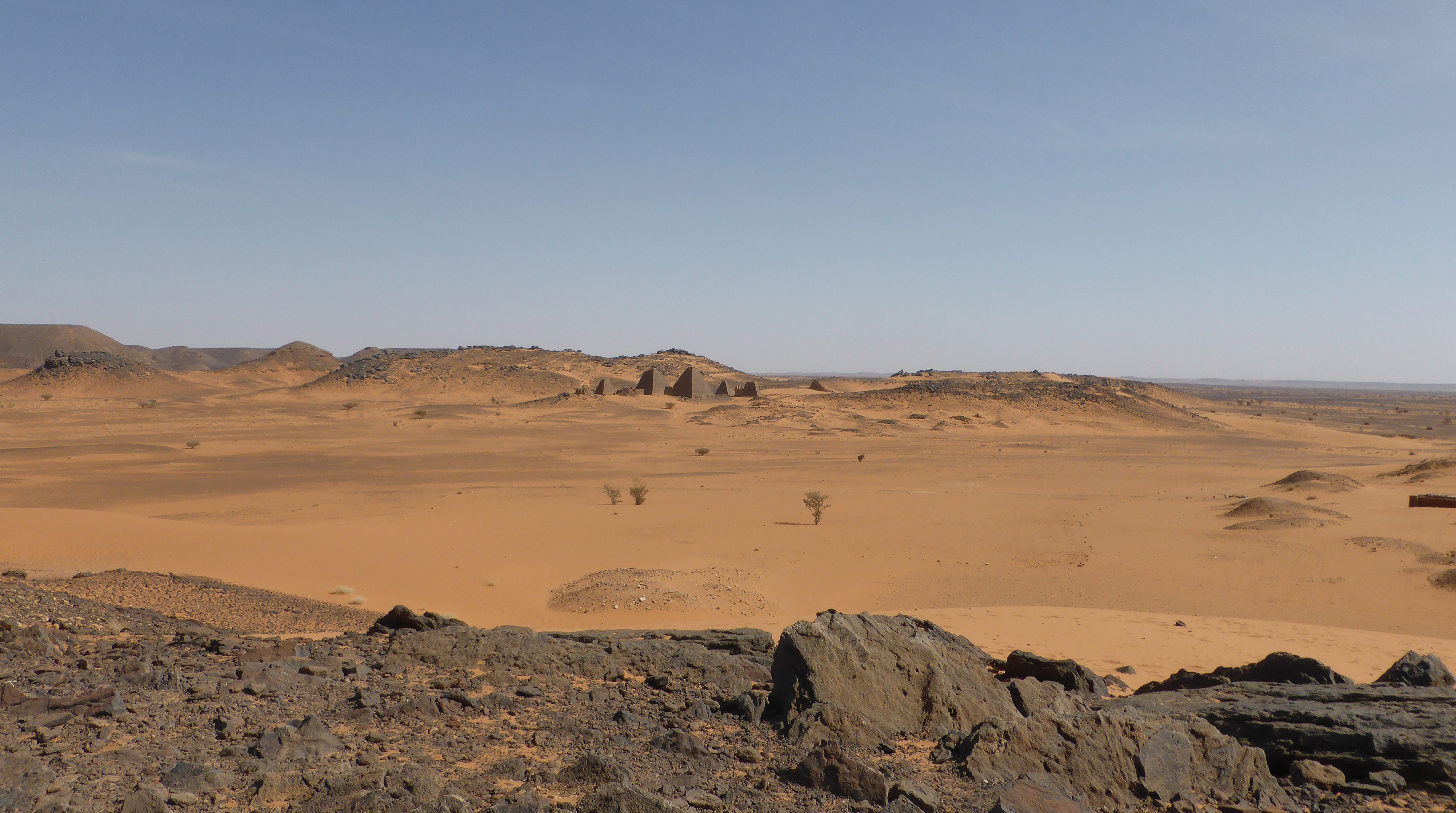
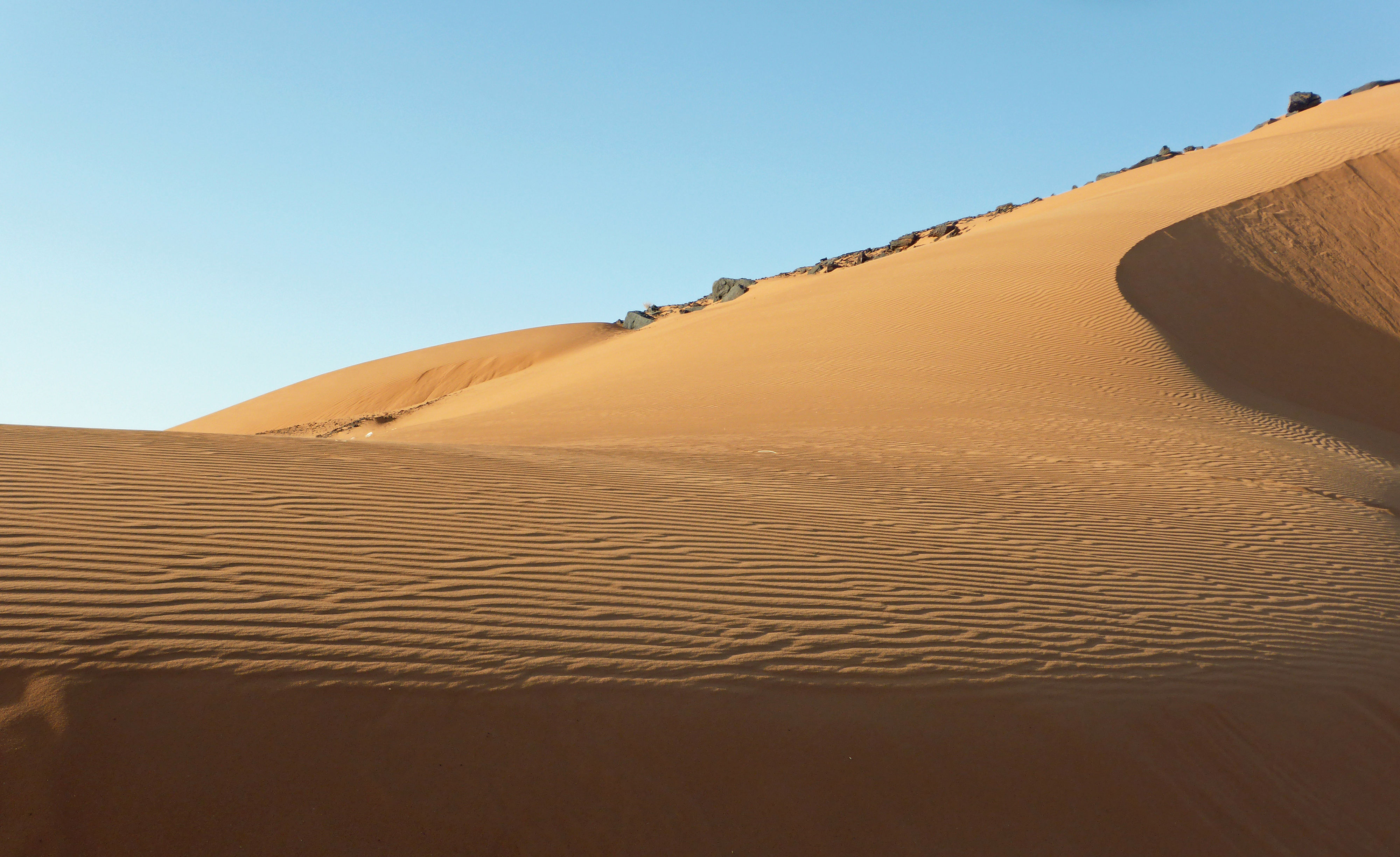
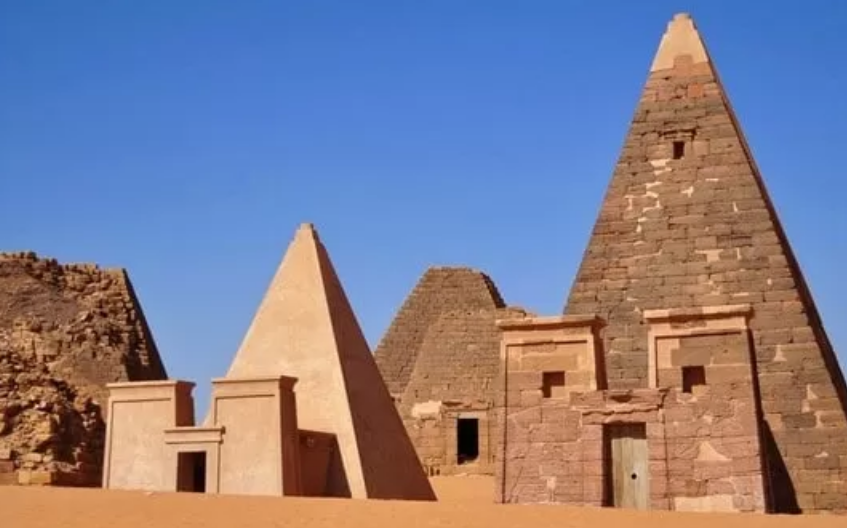
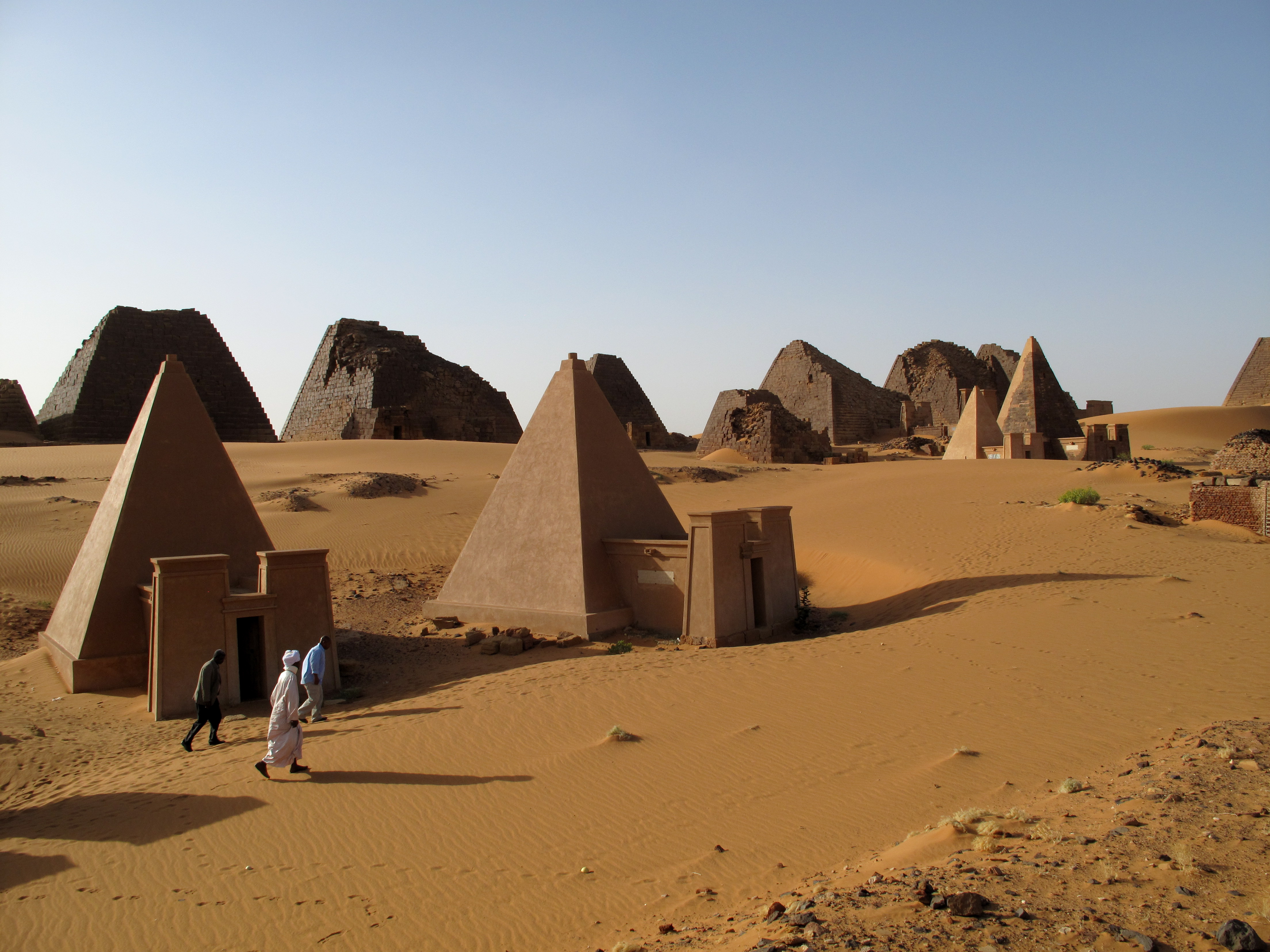
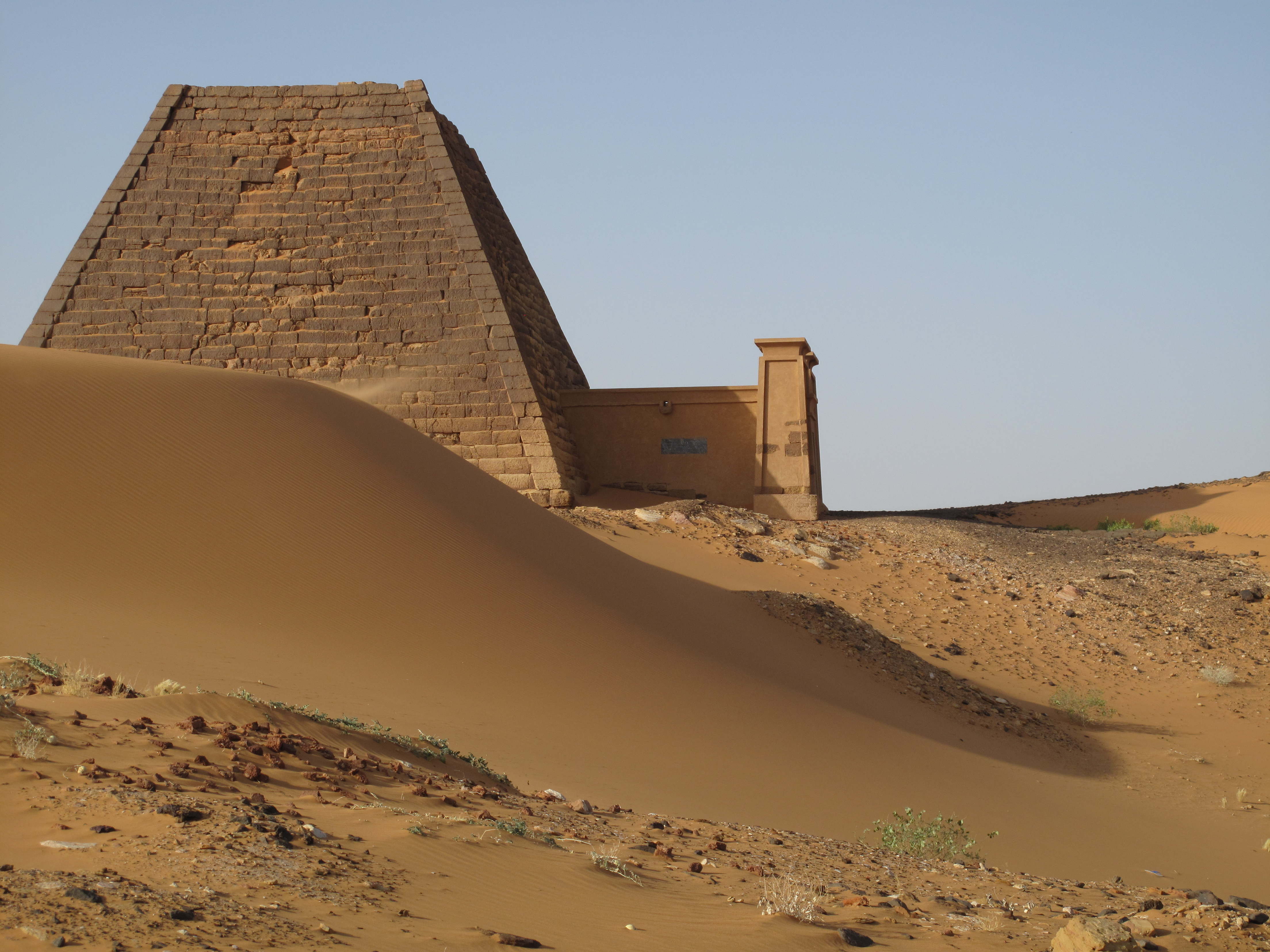
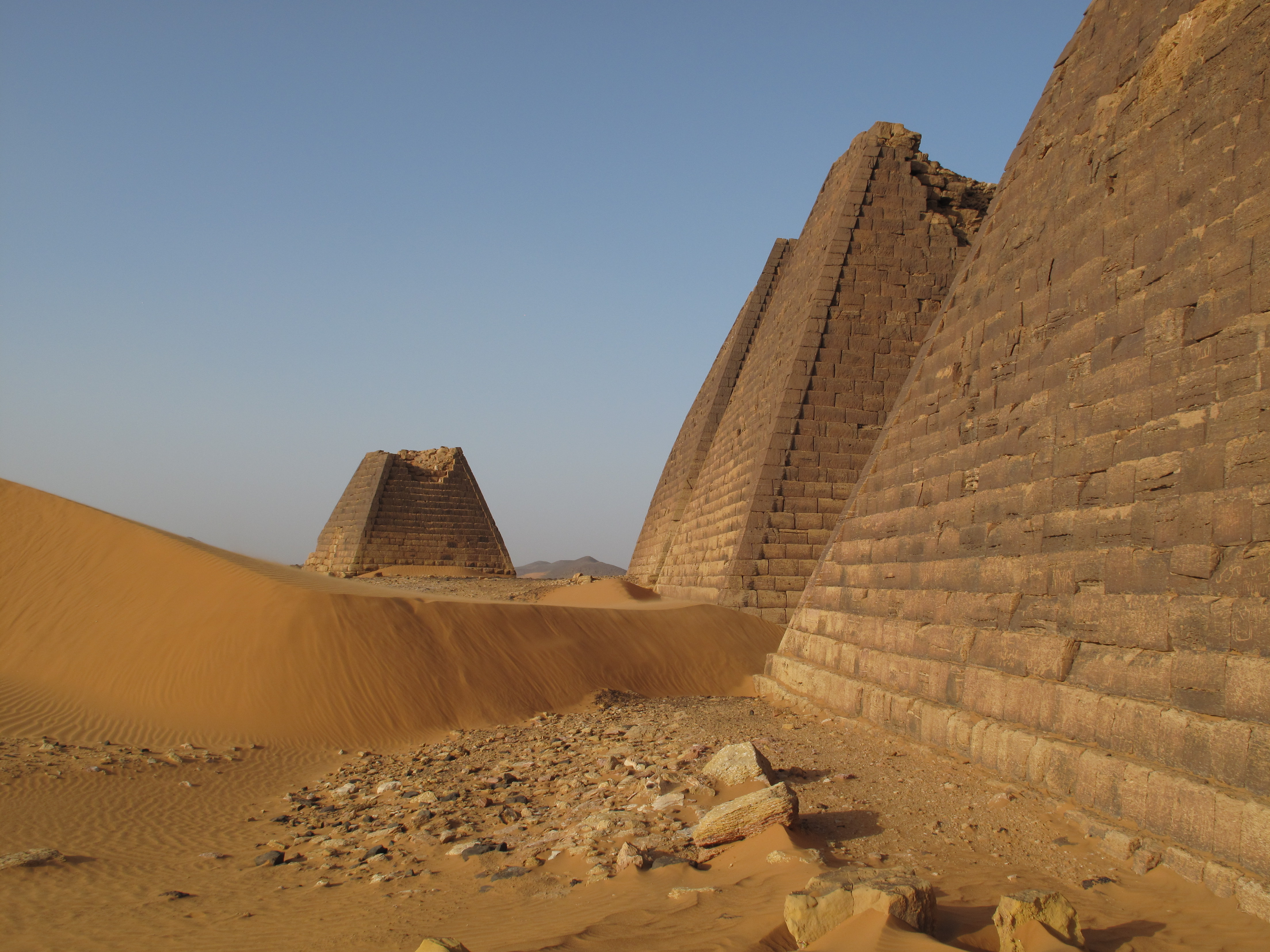
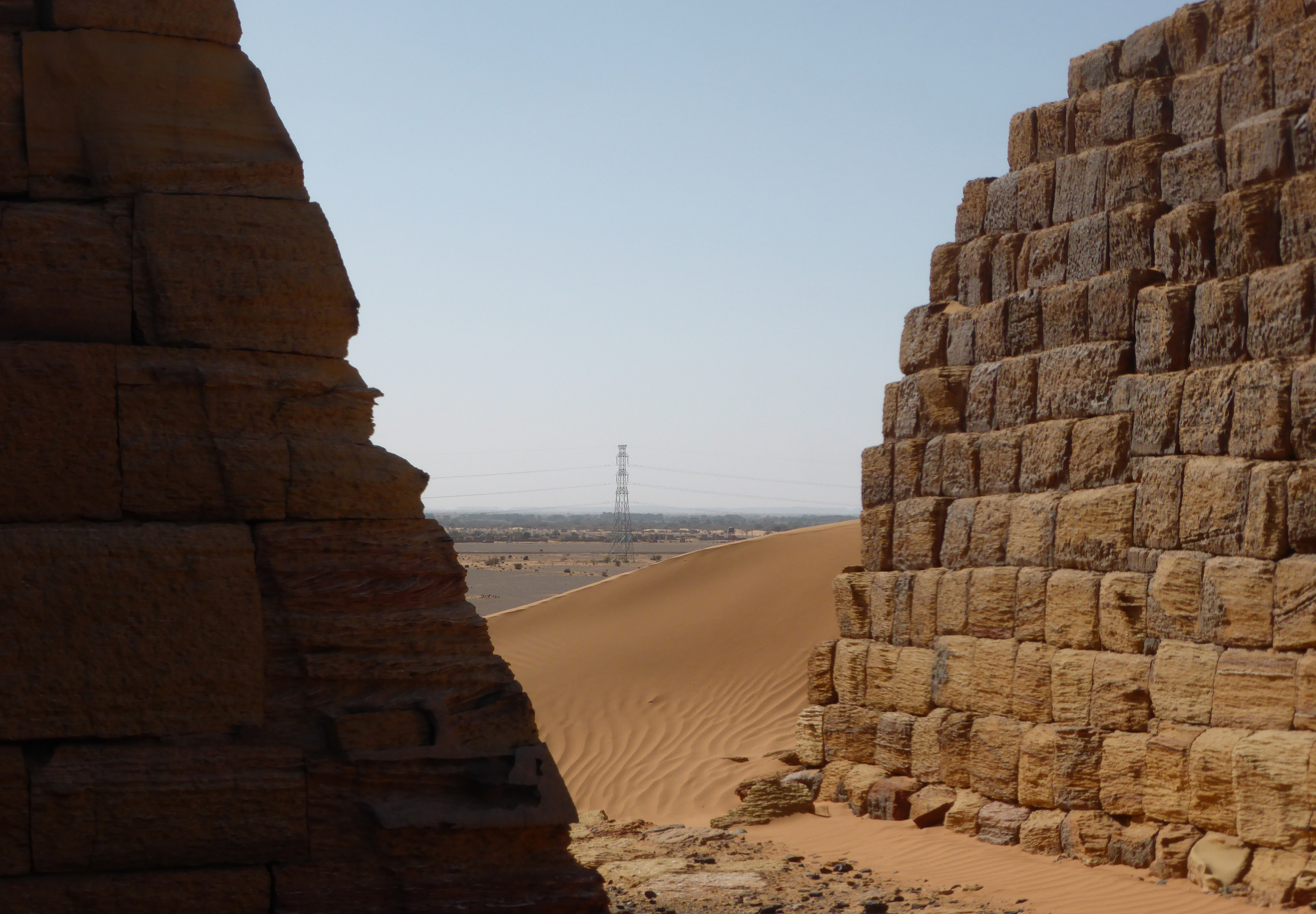
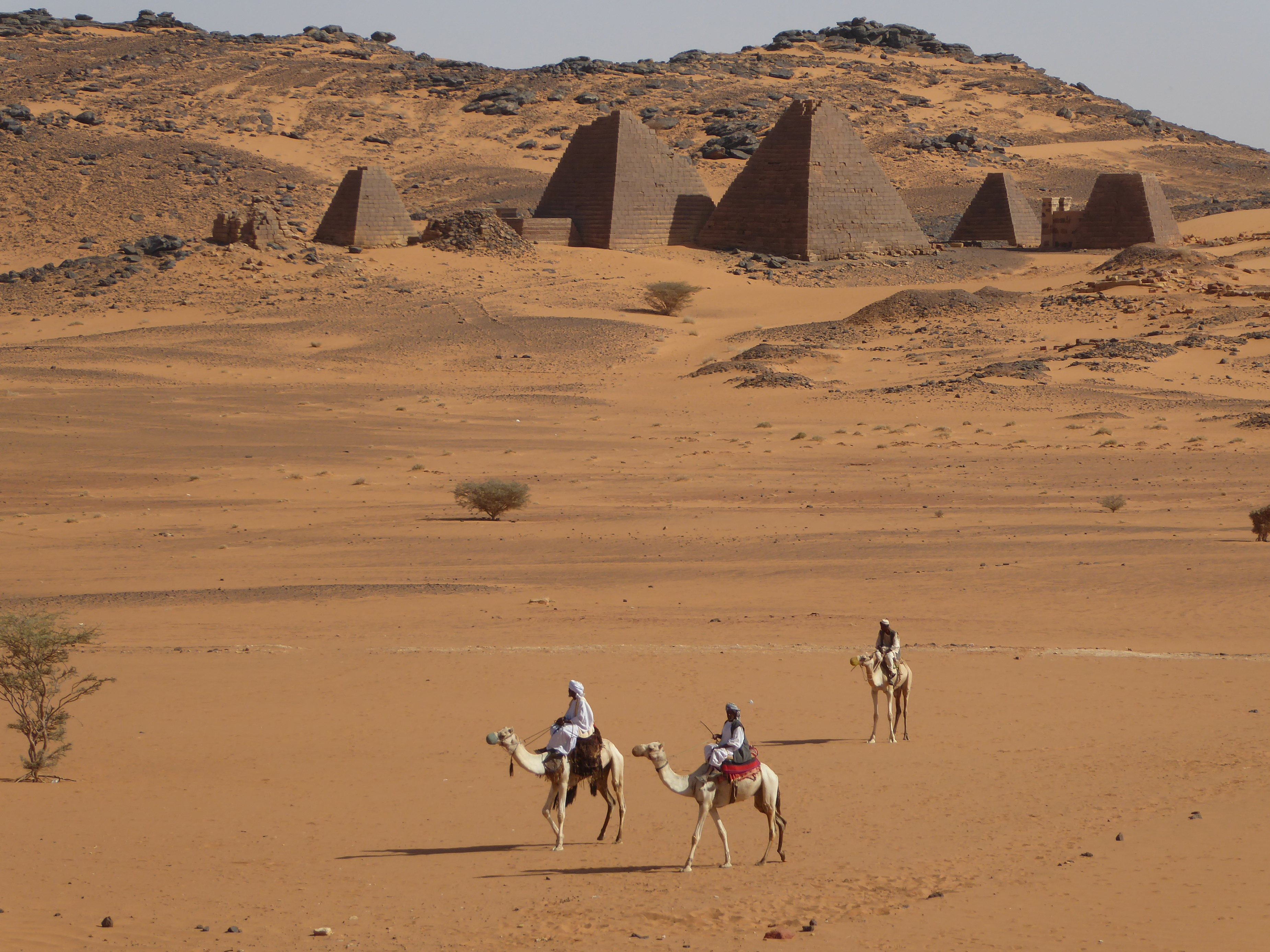
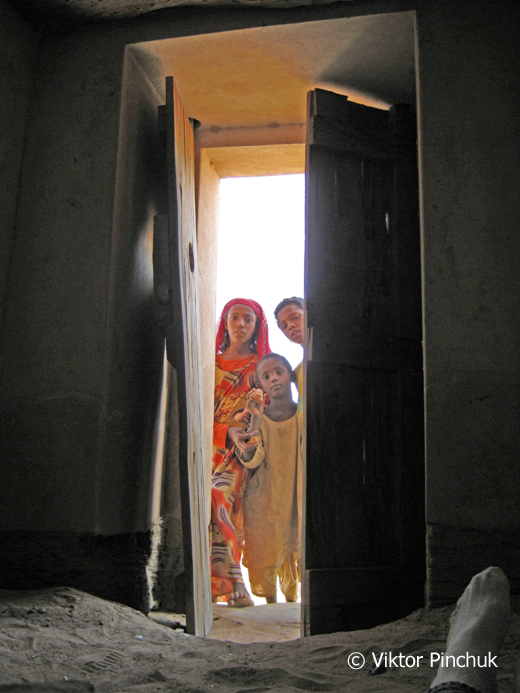
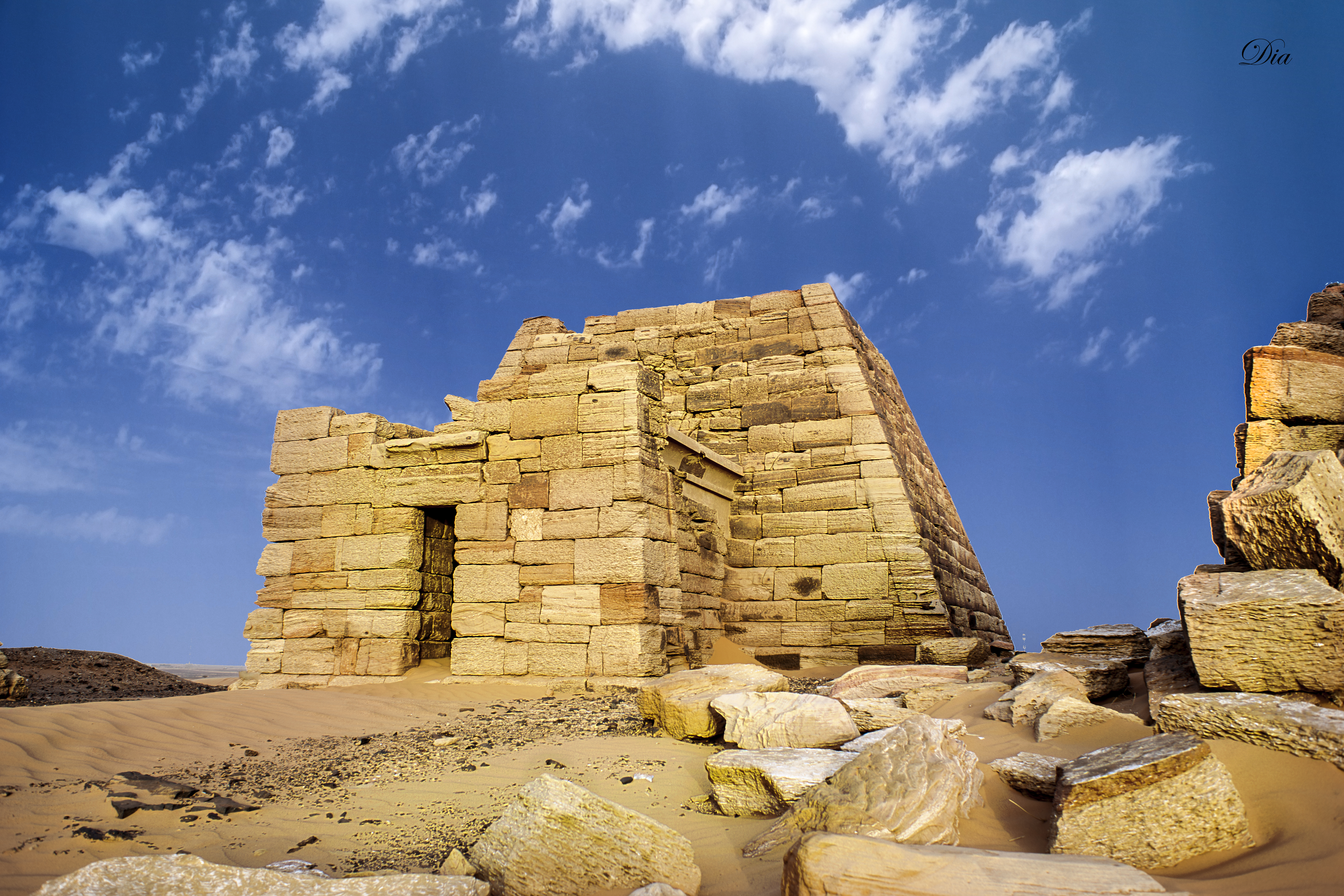
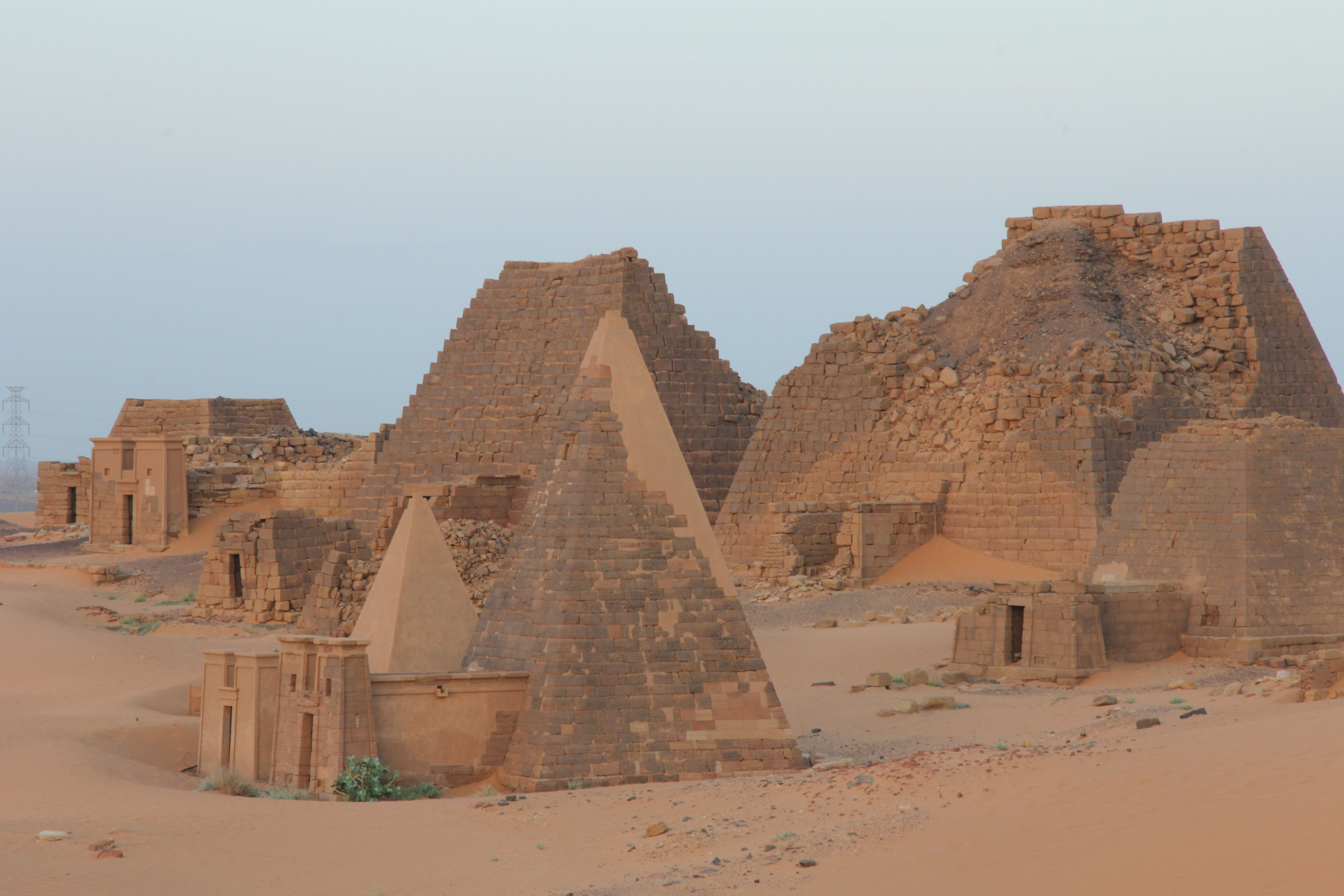
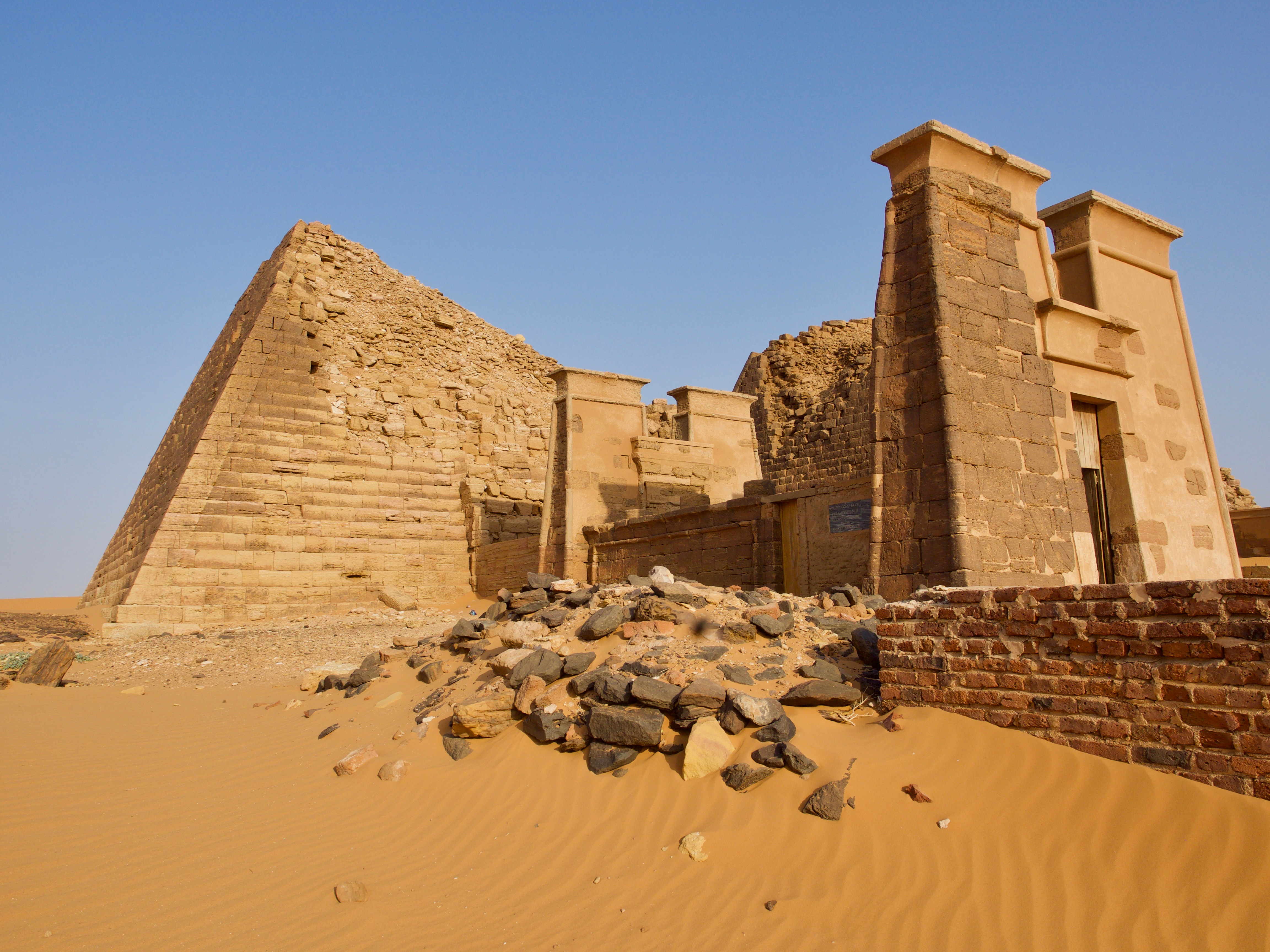
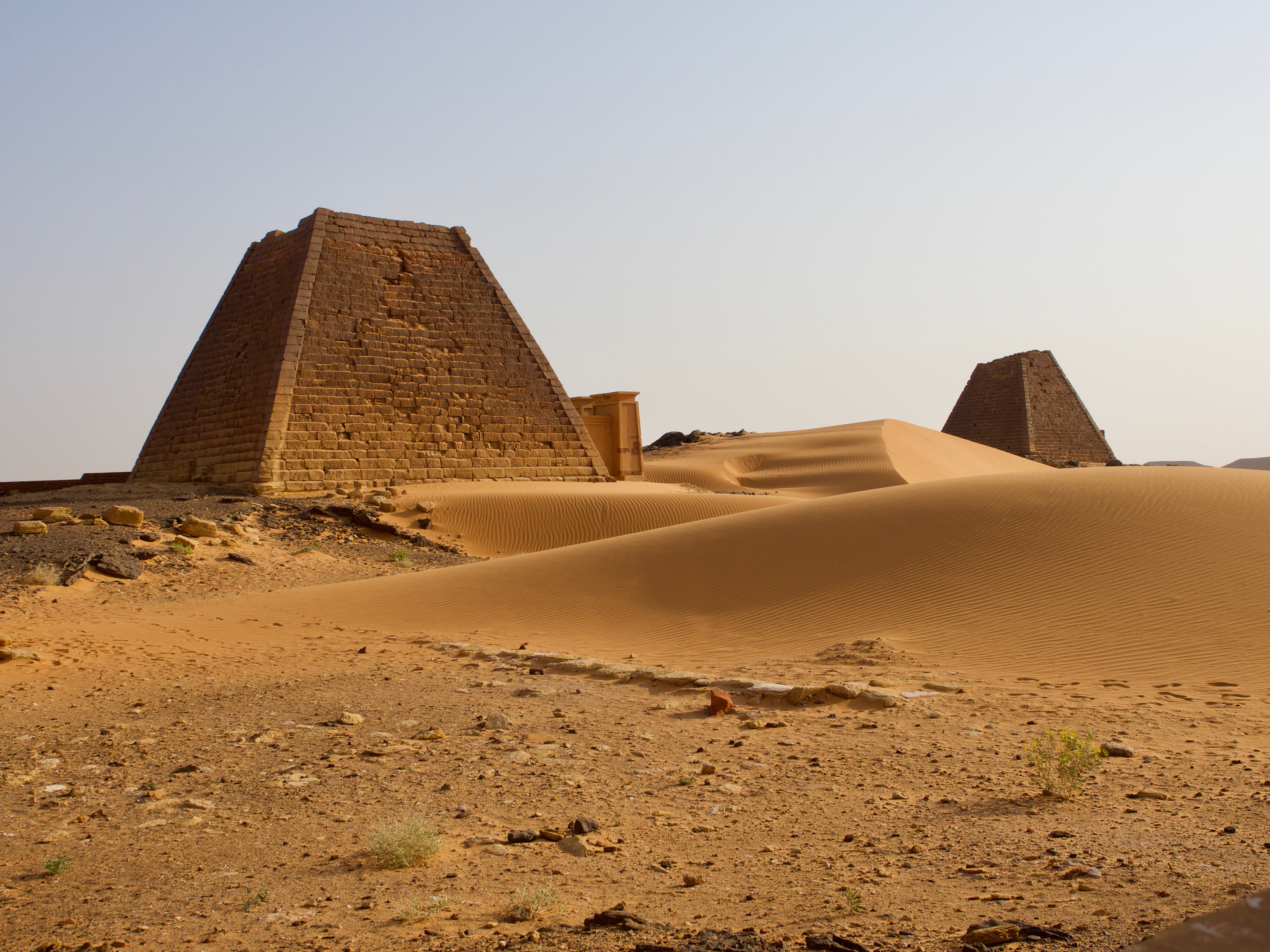
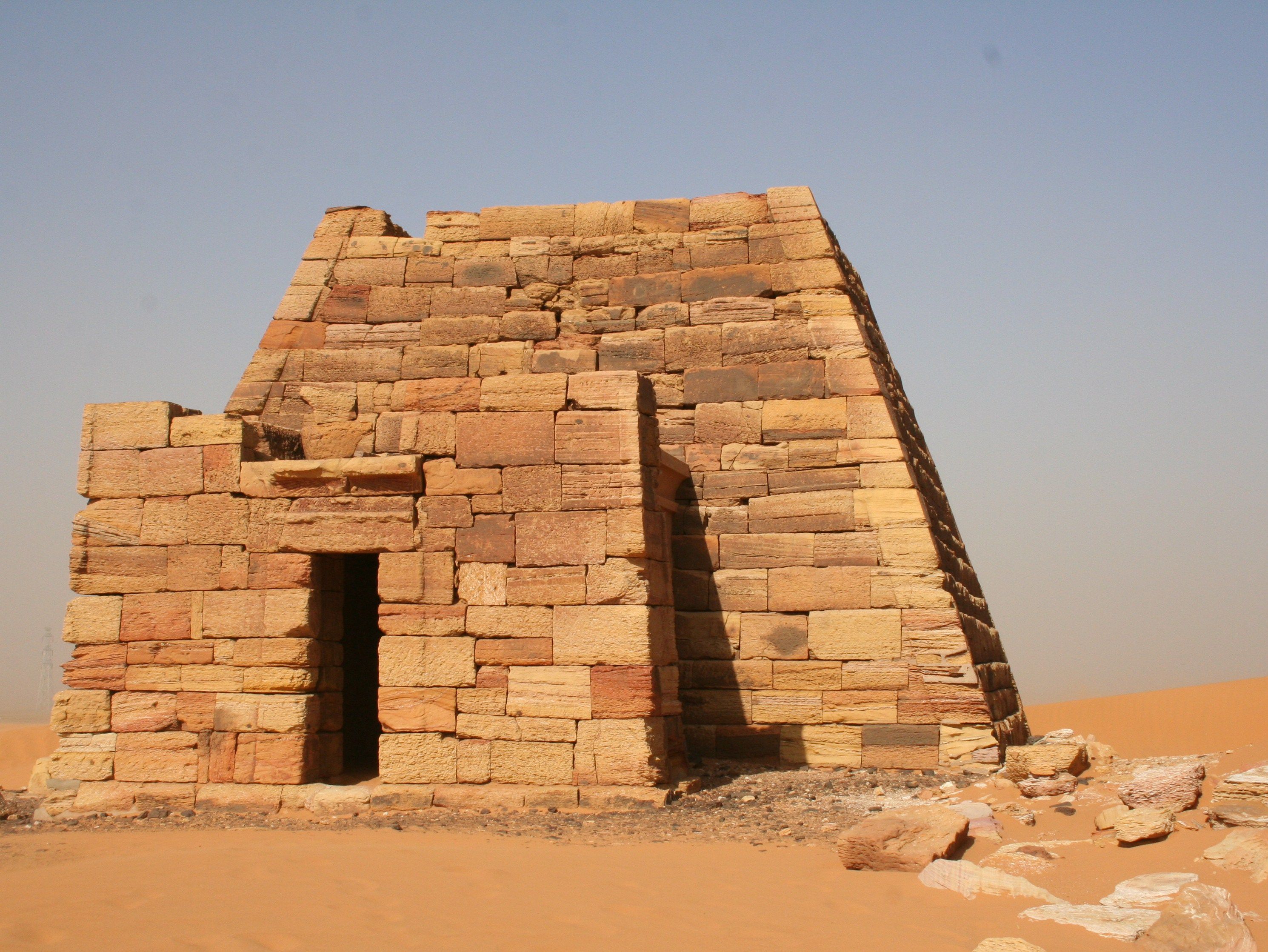

## مدنالسودانالتاريخية
1- معابد النقعة.
2- مدينة كرمة التاريخية.
3- المقابر الملكية في جبل البركل.
4- مدينة الكوة التاريخية.
5- مدينة نوري التاريخية.
6- مدينة الحماداب الاثرية.

## قائمة التراث العالمي
في يونيو من العام 2011 تم اختيار مروي ضمن قائمة اليونسكو للتراث العالمي.

## وصلات خارجية
- LearningSites.com - جبل البركل
- UNESCO World Heritage - جبل البركل وإقليم نبتة
- المتحف النوبي-إمبرطورية مروي
- (بالفرنسية) Voyage au pays des pharaons noirs رحلة في السودان وملاحظات في التاريخ النوبي.
- مختصر قصة النوبة من اليوتيوب على يوتيوب.